# Dekanat Alzenau
Das Dekanat Alzenau ist eines von 20 Dekanaten im römisch-katholischen Bistum Würzburg.
Es umfasst den ehemaligen Landkreis Alzenau in Unterfranken mit Kahl und Karlstein am Main und den gesamten Kahlgrund. Es grenzt im Osten/Südost an das Dekanat Aschaffenburg-Ost, im Süden/Südwest an das Dekanat Aschaffenburg-West, im Westen an das Nachbar-Bistum Mainz und im Norden an das Bistum Fulda.
Fünfzehn Pfarrgemeinden, neun Filialen und vier Kuratien haben sich bis 2010 zu sieben Pfarreiengemeinschaften zusammengeschlossen. St. Margaretha, Kahl am Main bleibt Einzelpfarrei.
Die Aufgaben des Dekans übernimmt, nach dem Weggang von Stefan B. Eirich, Mariusz Kowalski, Seelsorger der Pfarrei St. Margareta Kahl am Main. Offiziell bleibt er jedoch stellvertretender Dekan, zu welchem er 2018 gewählt wurde.
In Kahl am Main befindet sich auch der Sitz des Dekanats.

## Gliederung
Sortiert nach Pfarreiengemeinschaften werden die Pfarreien genannt, alle zu einer Pfarrei gehörigen Exposituren, Benefizien und Filialen werden nach der jeweiligen Pfarrei aufgezählt, danach folgen Kapellen, Klöster und Wallfahrtskirchen. Weiterhin werden auch die Einzelpfarreien am Ende aufgelistet.

### Pfarreiengemeinschaften

#### Pfarreiengemeinschaft Kirche auf dem Weg (Karlstein am Main)
- Pfarrei St. Peter und Paul, Dettingen (Karlstein)
- Pfarrei St. Bonifatius Großwelzheim

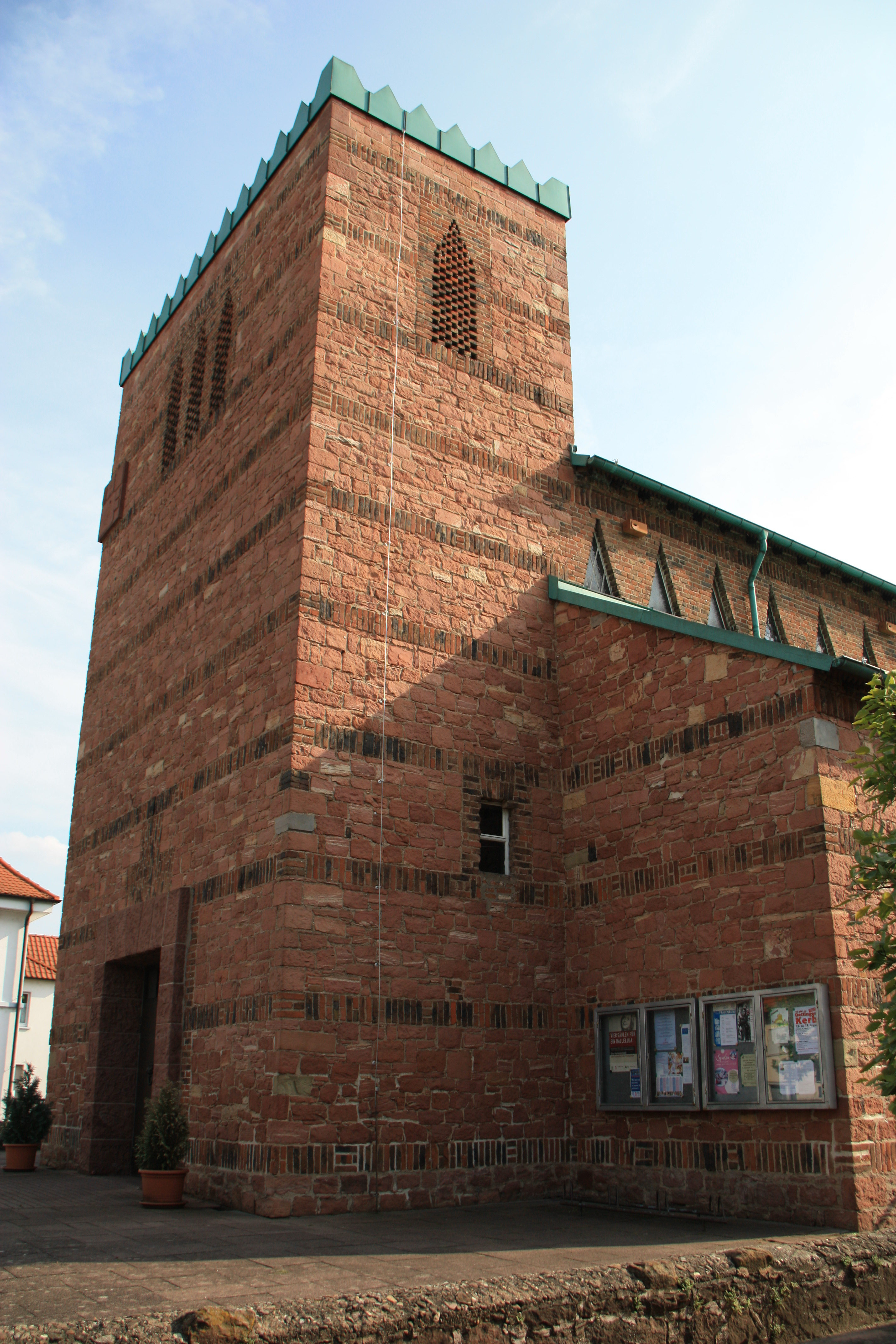
St. Peter und Paul, Dettingen (neue Kirche)
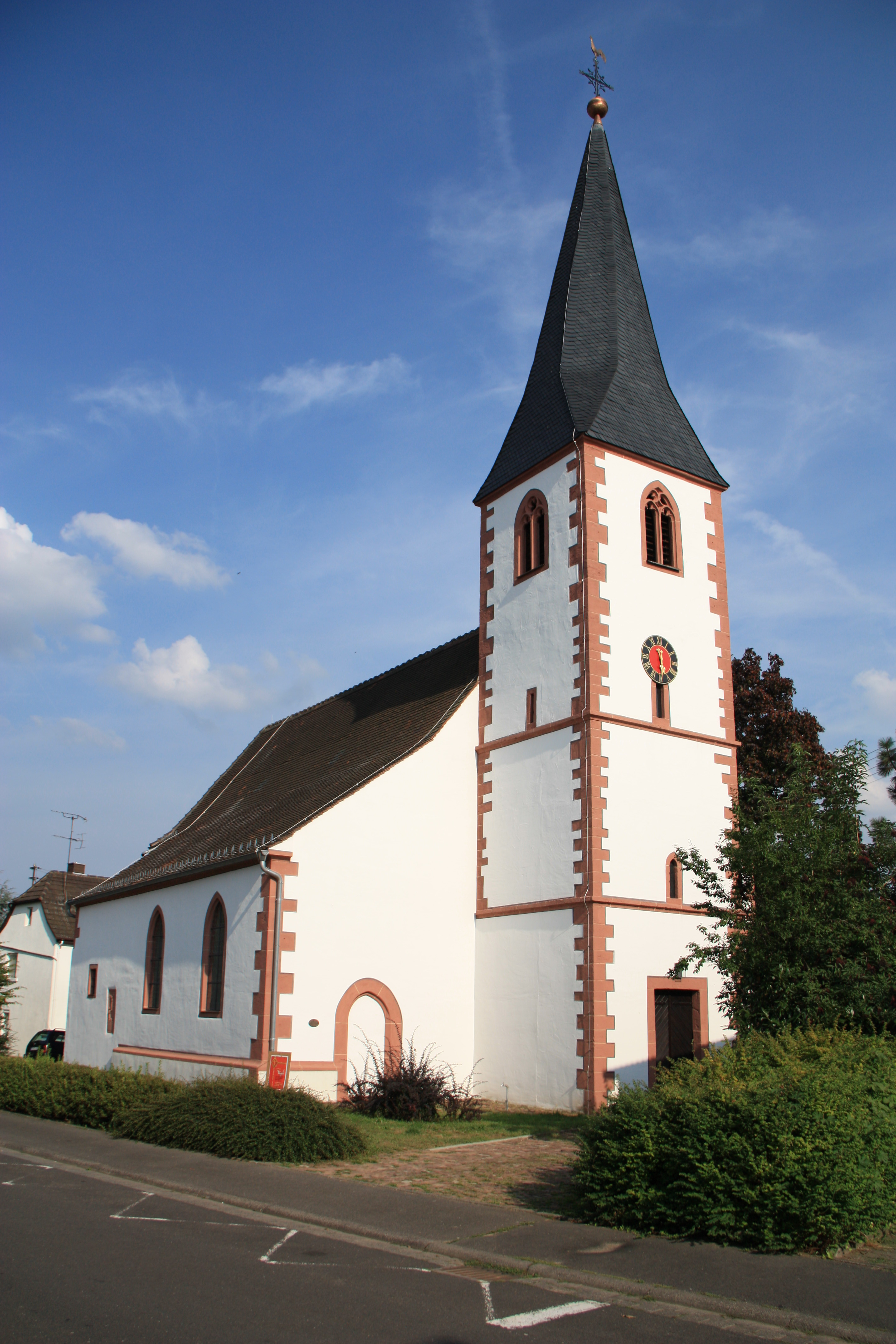
St. Hippolyt, Dettingen (alte Kirche)
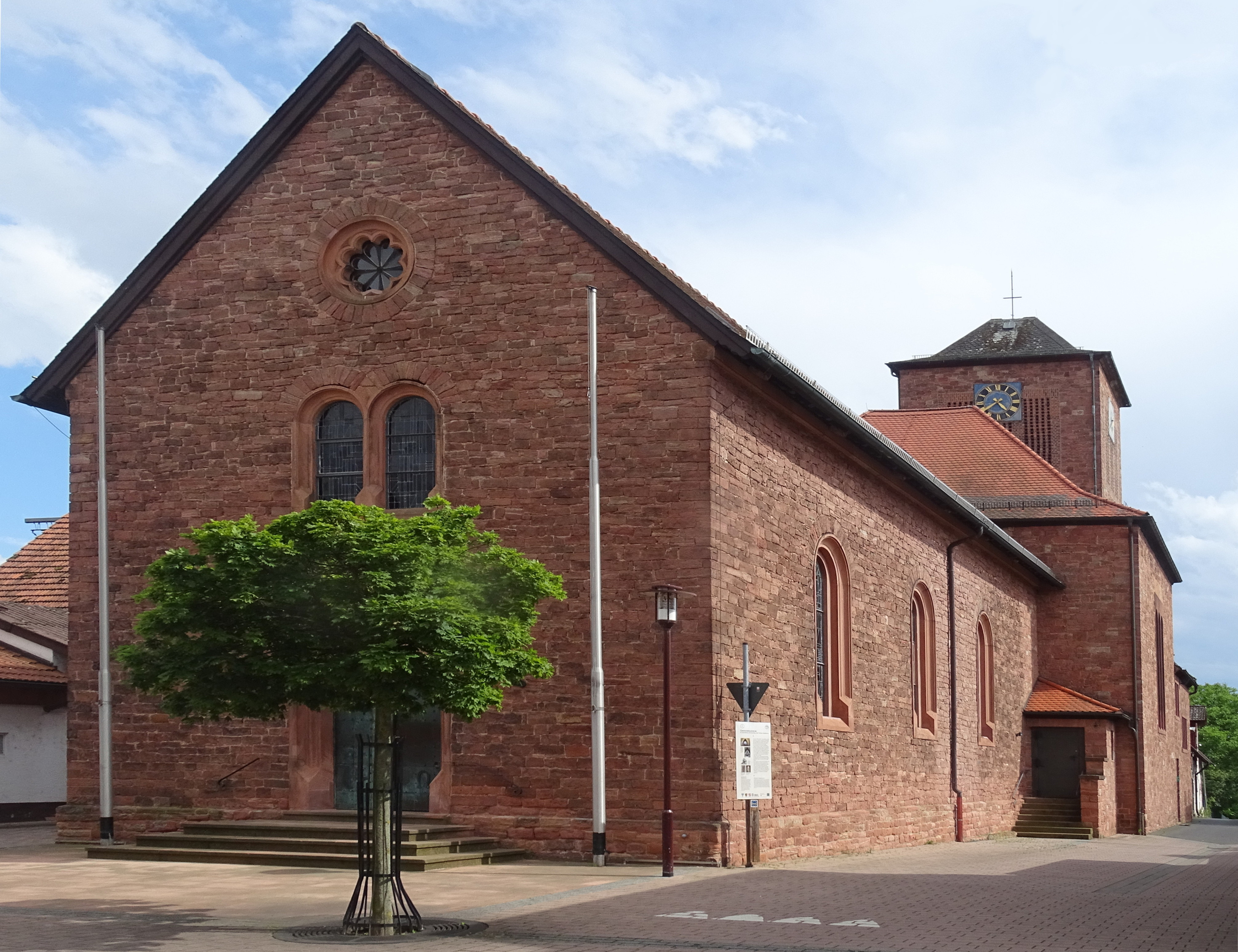
St. Bonifatius, Großwelzheim

#### Pfarreiengemeinschaft Maria im Apostelgarten (Michelbach)
- Pfarrei St. Gallus, St. Laurentius und St. Sebastian, Michelbach
- Kuratie St. Philippus und St. Jakobus, Albstadt
- Kuratie Mariä Geburt, Wallfahrtskirche Maria zum rauhen Wind, Kälberau

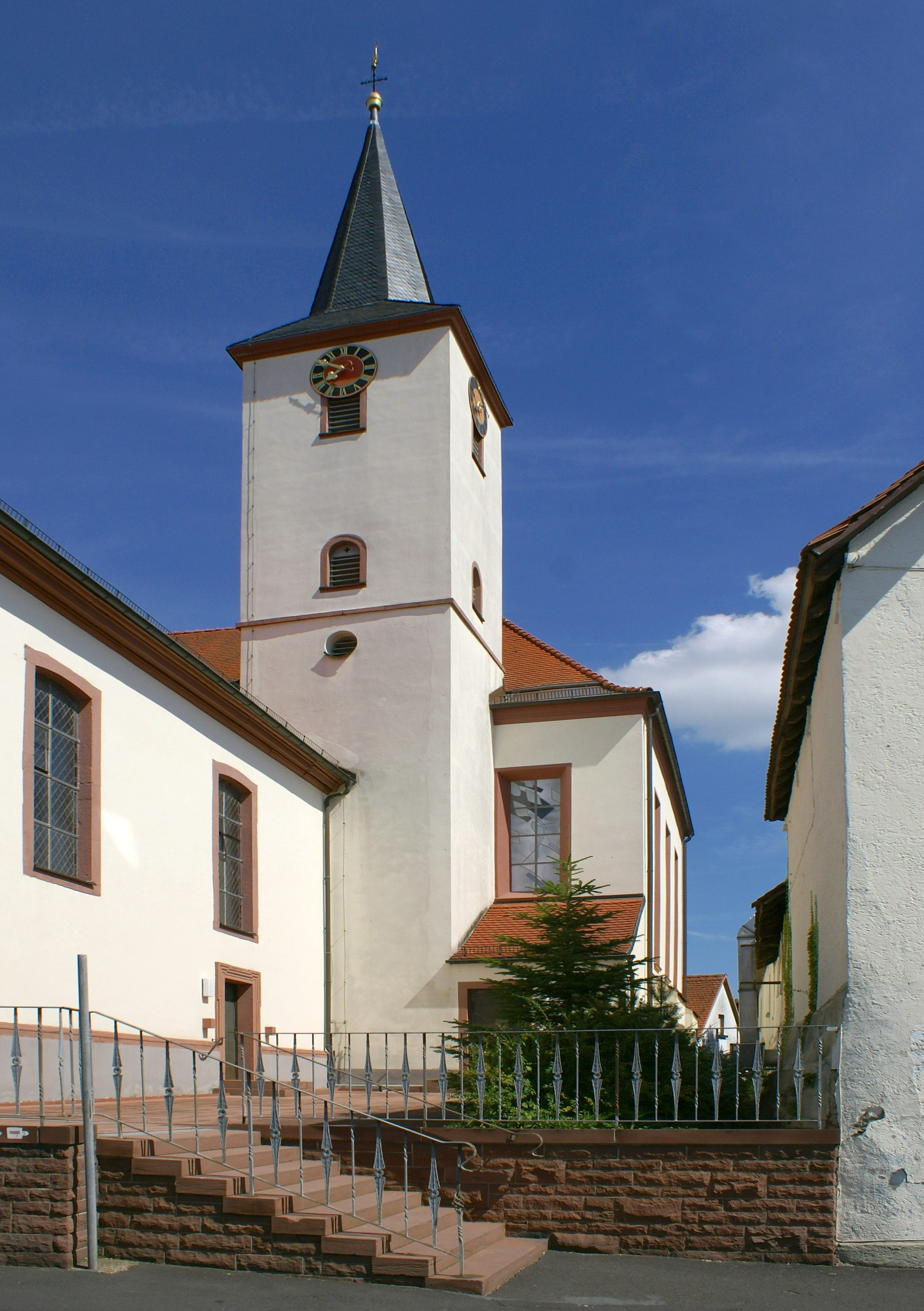
St. Gallus, St. Laurentius, St. Sebastian, Michelbach
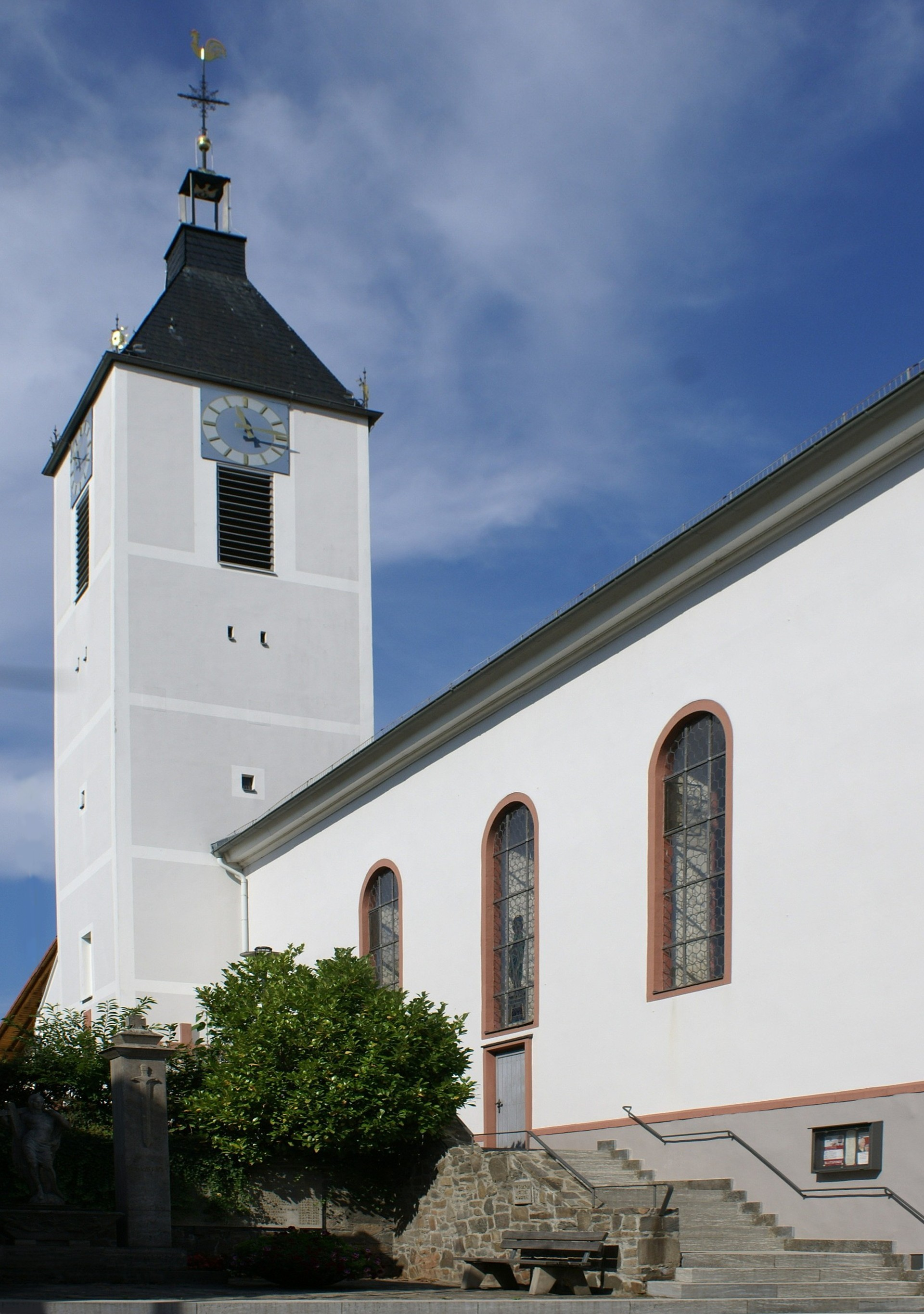
St. Philippus und St. Jakobus, Albstadt
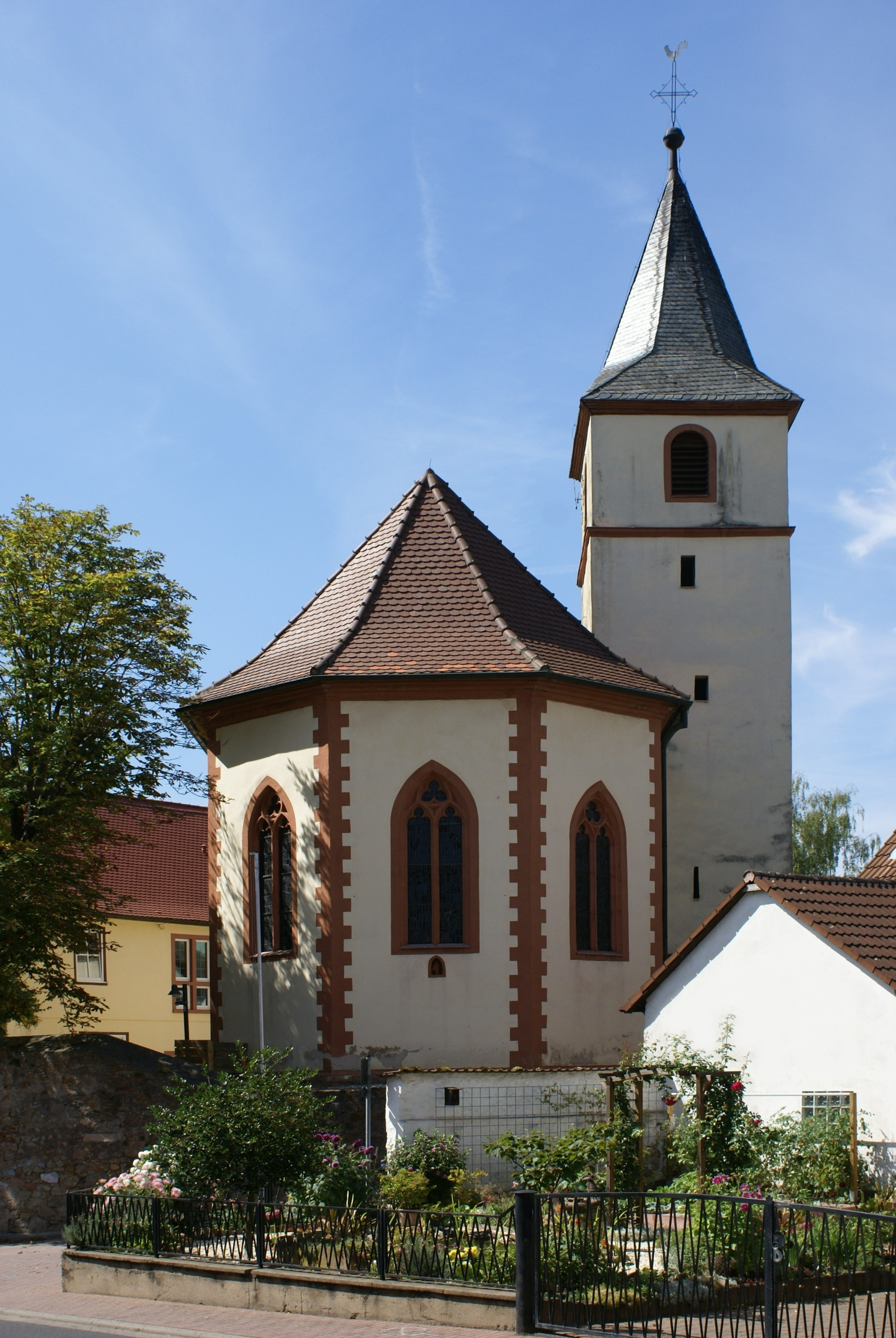
Mariä Geburt (alte Wallfahrtskirche), Kälberau
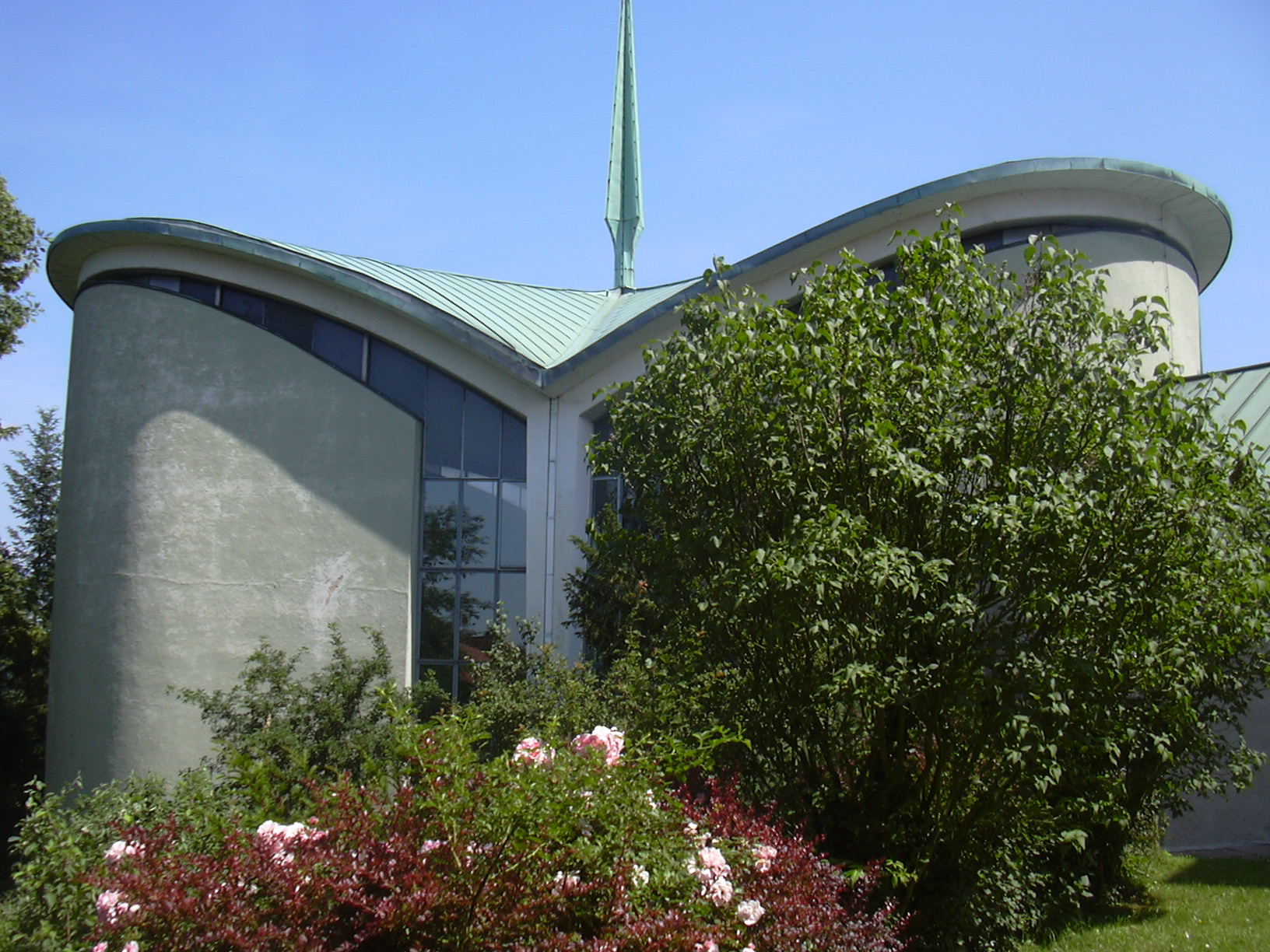
Wallfahrtskirche Maria zum rauhen Wind (neue Wallfahrtskirche – Anbau), Kälberau

#### Pfarreiengemeinschaft St. Benedikt am Hahnenkamm (Alzenau)
- Pfarrei St. Justinus Alzenau
- Pfarrei Mariä Himmelfahrt Hörstein
- Kuratie St. Katharina Wasserlos

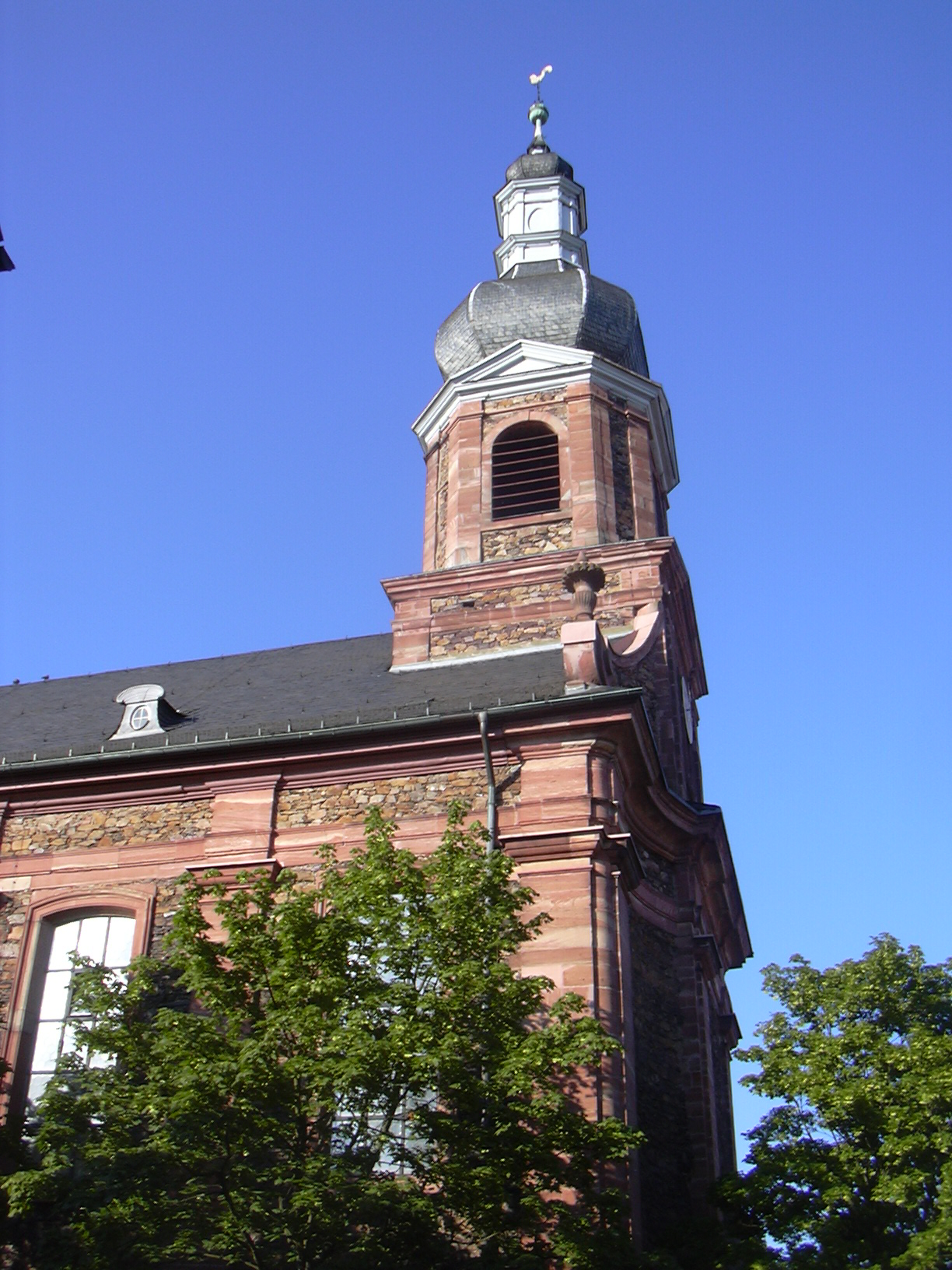
St. Justinus, Alzenau
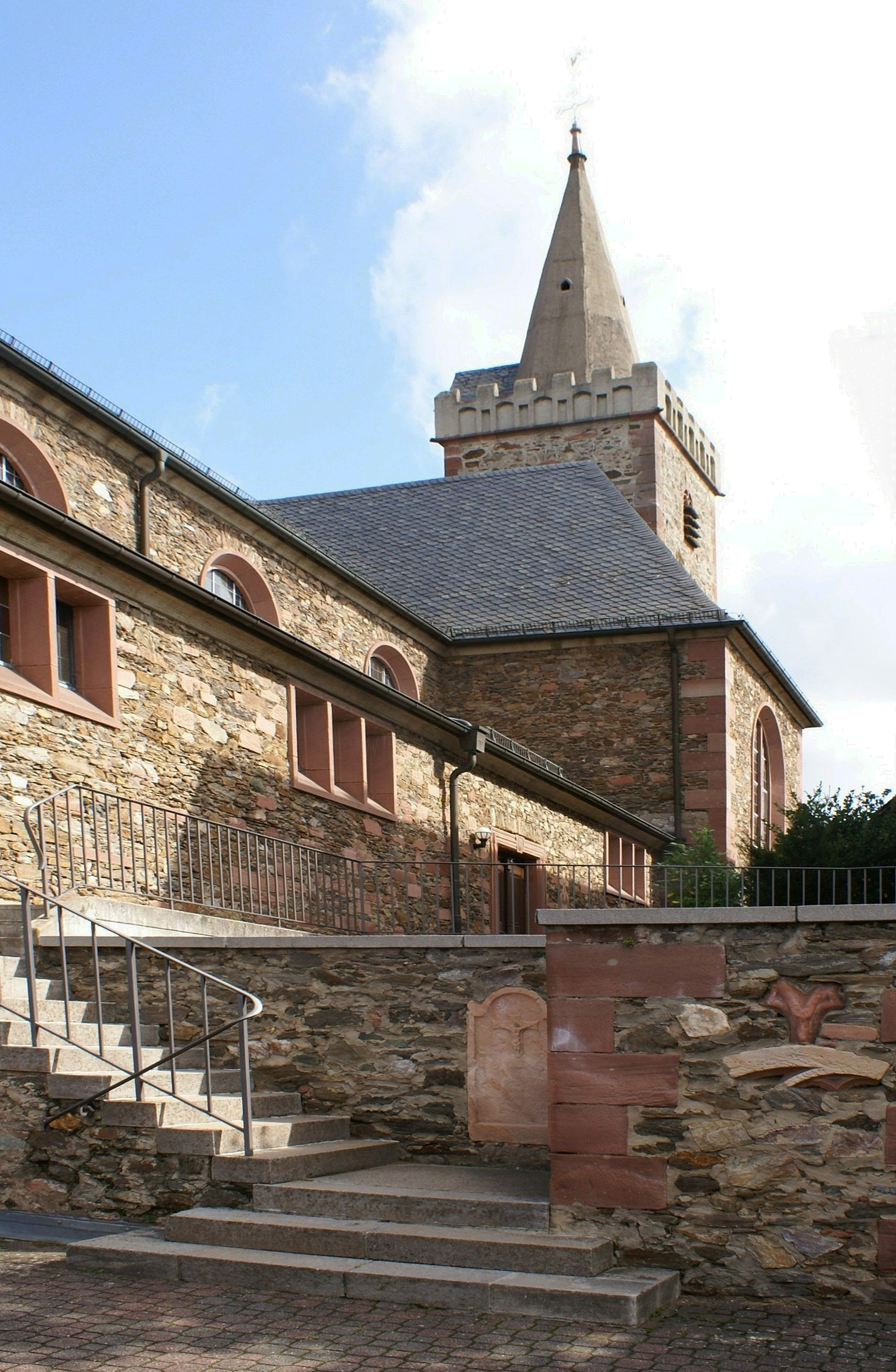
Mariä Himmelfahrt, Hörstein
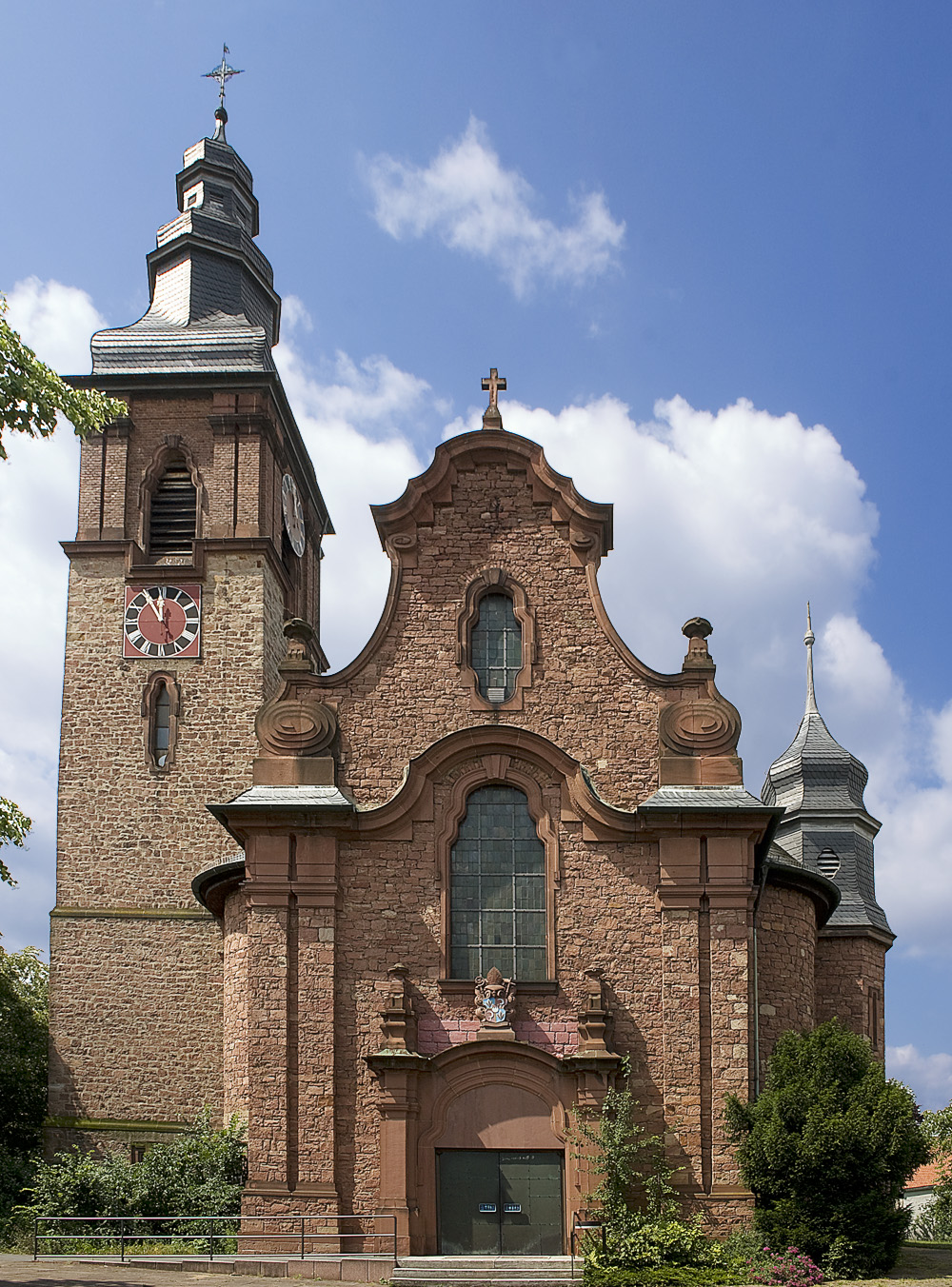
St. Katharina, Wasserlos

#### Pfarreiengemeinschaft Mittlerer Kahlgrund (Mömbris)
- Pfarrei St. Cyriakus und St. Valentin Mömbris
- Pfarrei St. Michael Gunzenbach mit den Filialkirchen Mariä Heimsuchung Hohl, Maria Hilfe der Christen Reichenbach
- Pfarrei St. Wendelin Niedersteinbach mit der Filialkirche St. Wendelin Hemsbach
- Pfarrei St. Jakobus der Ältere Schimborn mit der Filialkirche Kreuzerhöhung Daxberg

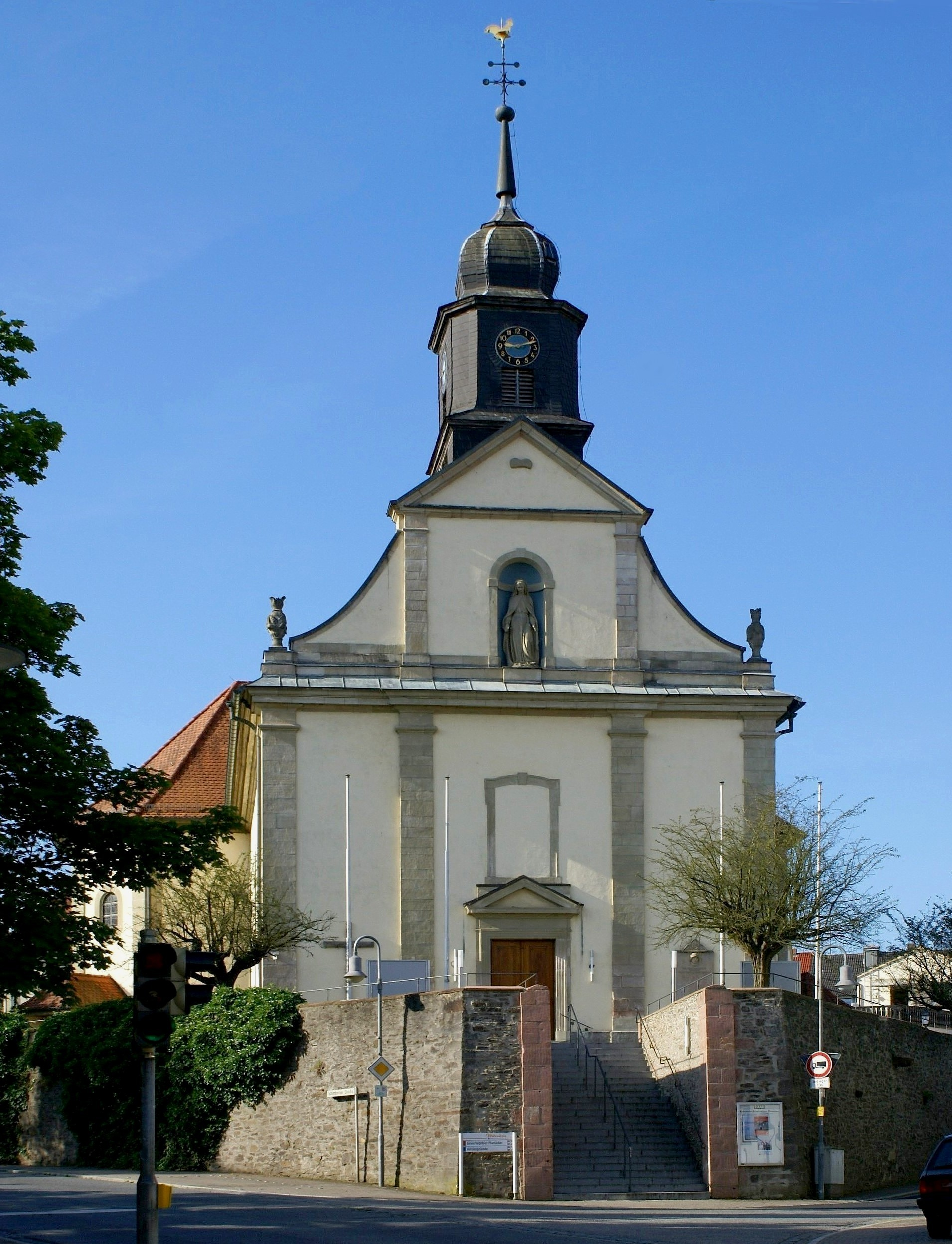
St. Cyriakus und St. Valentin, Mömbris
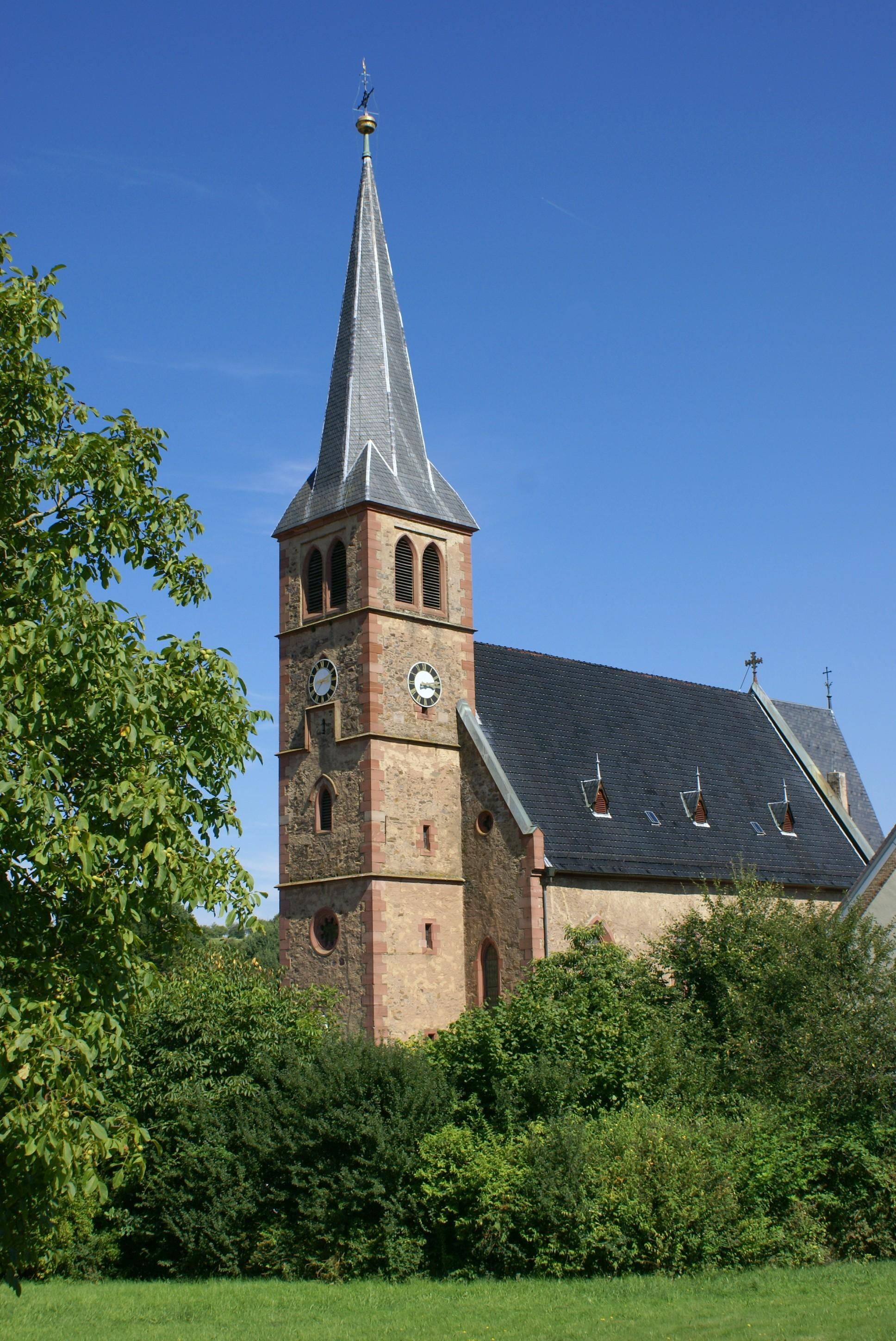
St. Michael, Gunzenbach
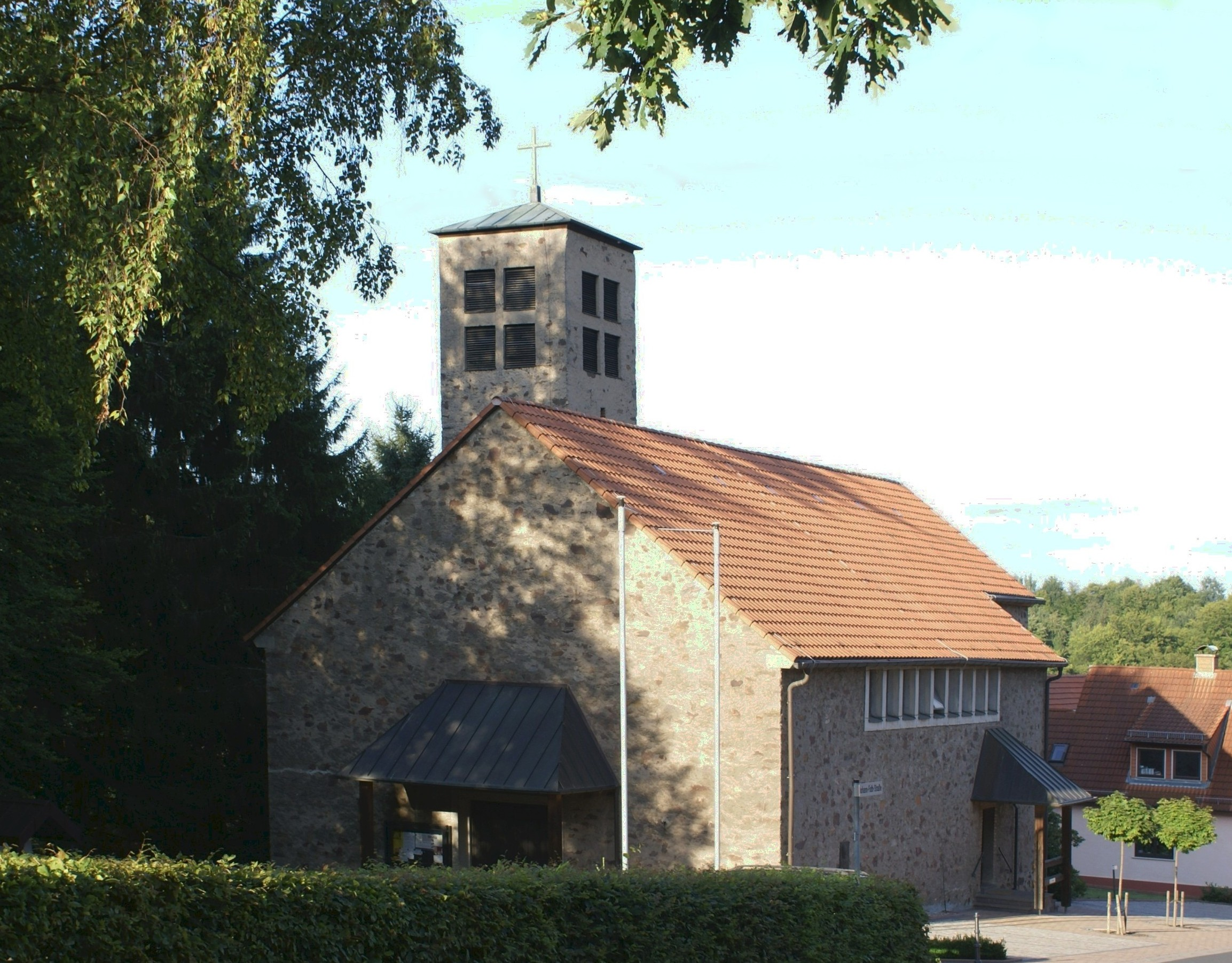
Mariä Heimsuchung, Hohl
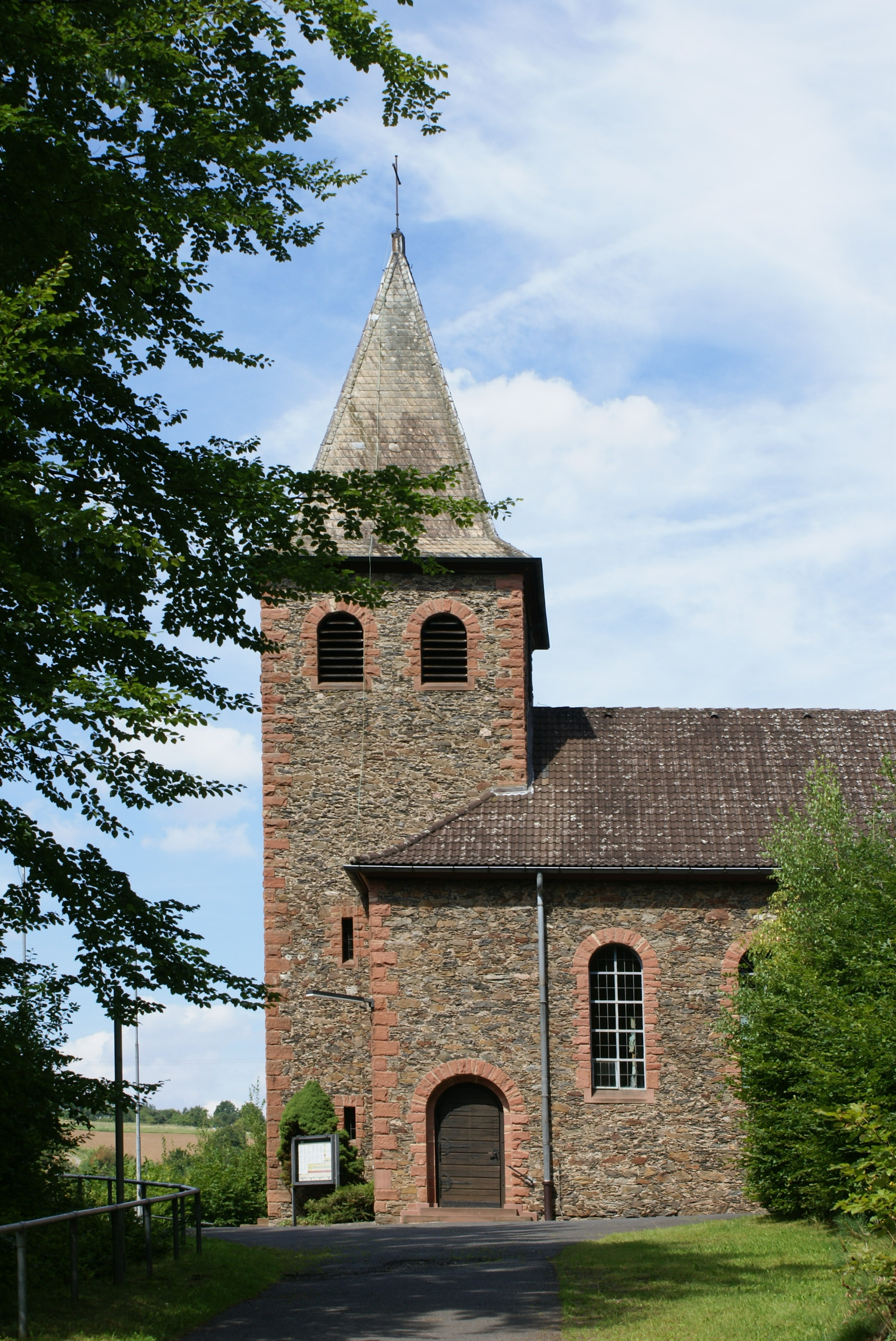
Maria Hilfe der Christen, Reichenbach
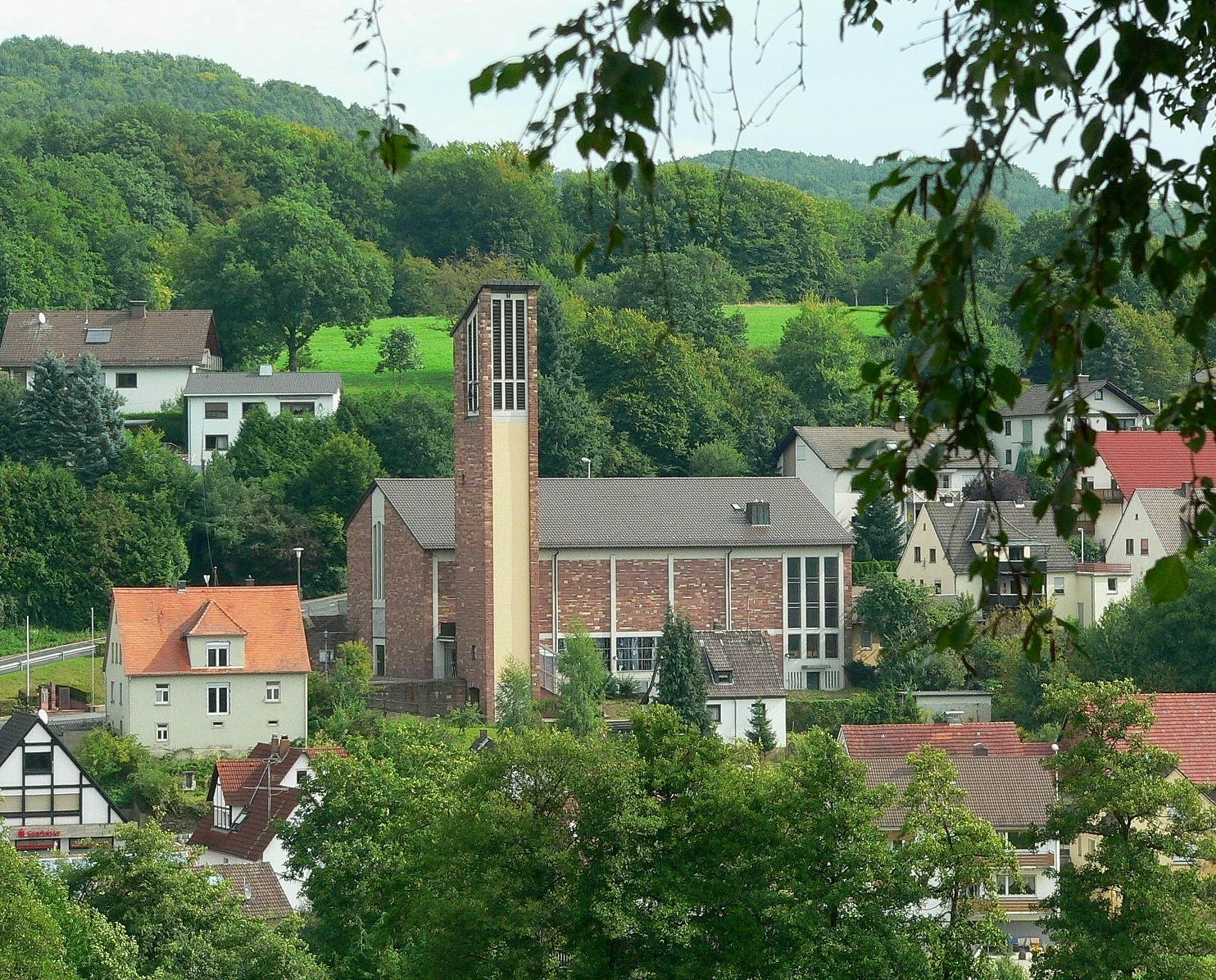
St. Wendelinus, Niedersteinbach
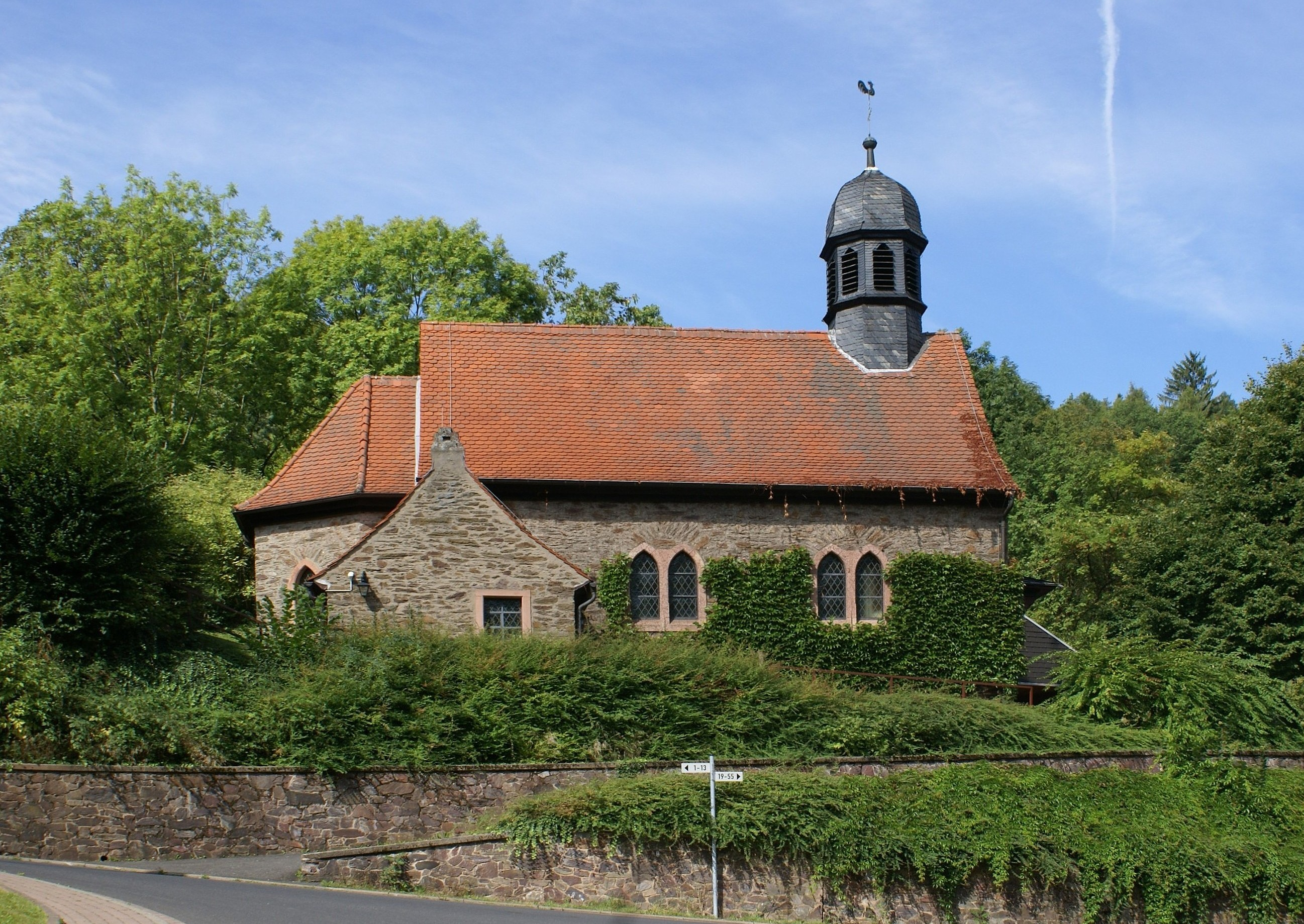
St. Wendelinus, Hemsbach (Großhemsbach)
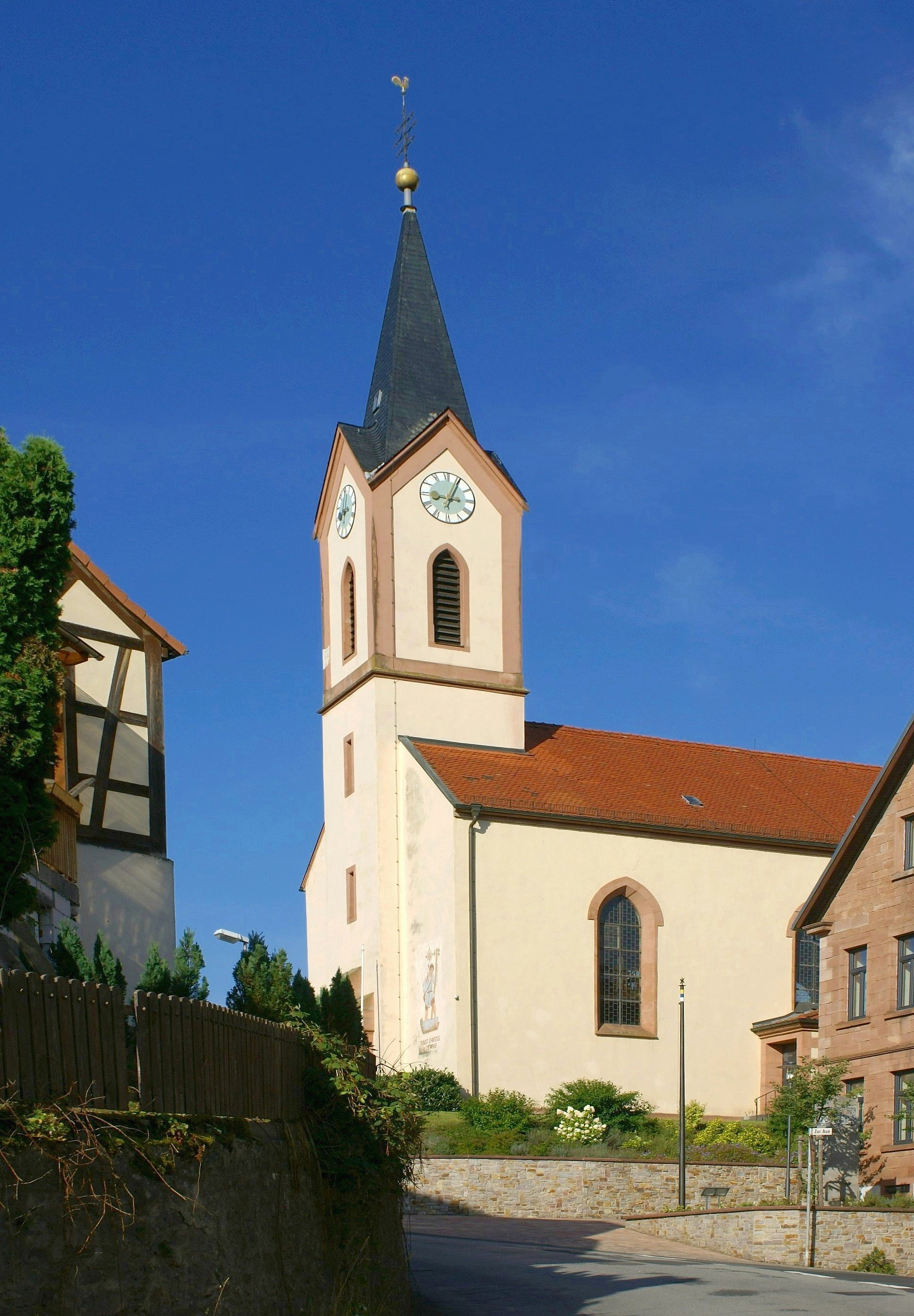
St. Jakobus major (alte Pfarrkirche), Schimborn
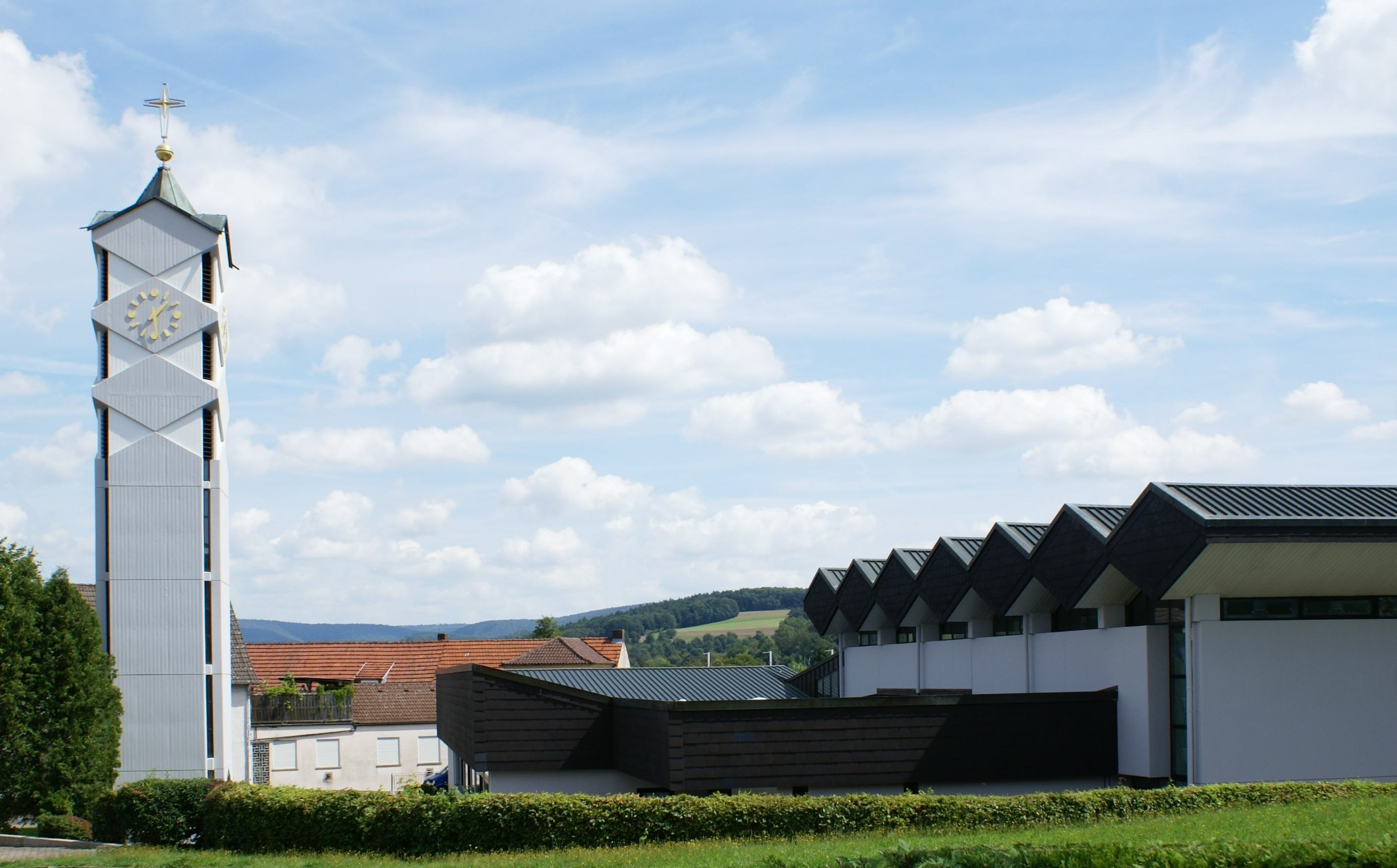
St. Jakobus major (neue Pfarrkirche), Schimborn
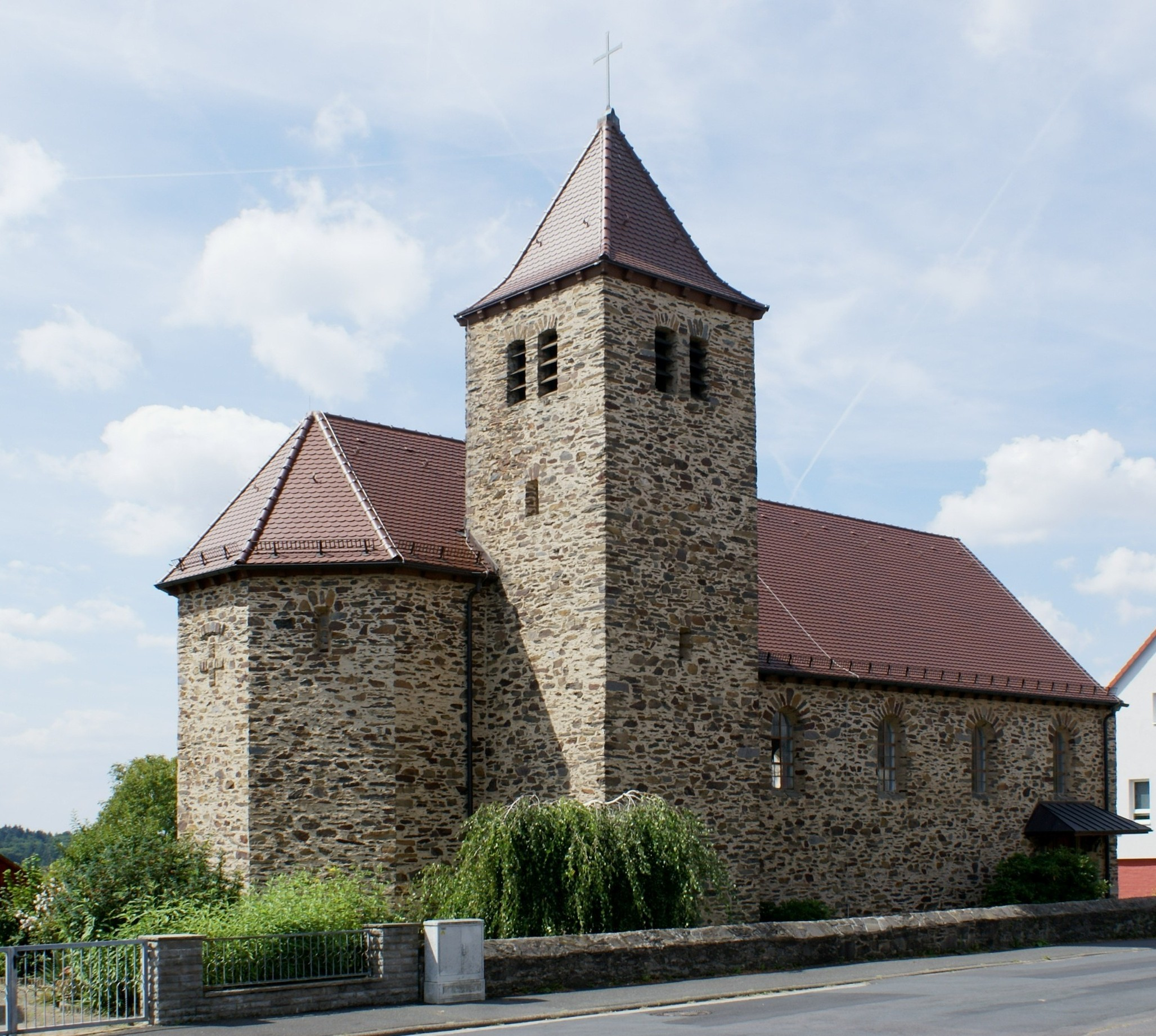
Kreuzerhöhung, Daxberg

#### Pfarreiengemeinschaft Christus Immanuel (Krombach)
- Pfarrei St. Lambertus und St. Sebastian Krombach mit den Filialkirchen Heilig Geist Dörnsteinbach, Herz Mariä und St. Michael Schneppenbach
- Pfarrei St. Maria Magdalena Geiselbach
- Pfarrei St. Wendelin Oberwestern

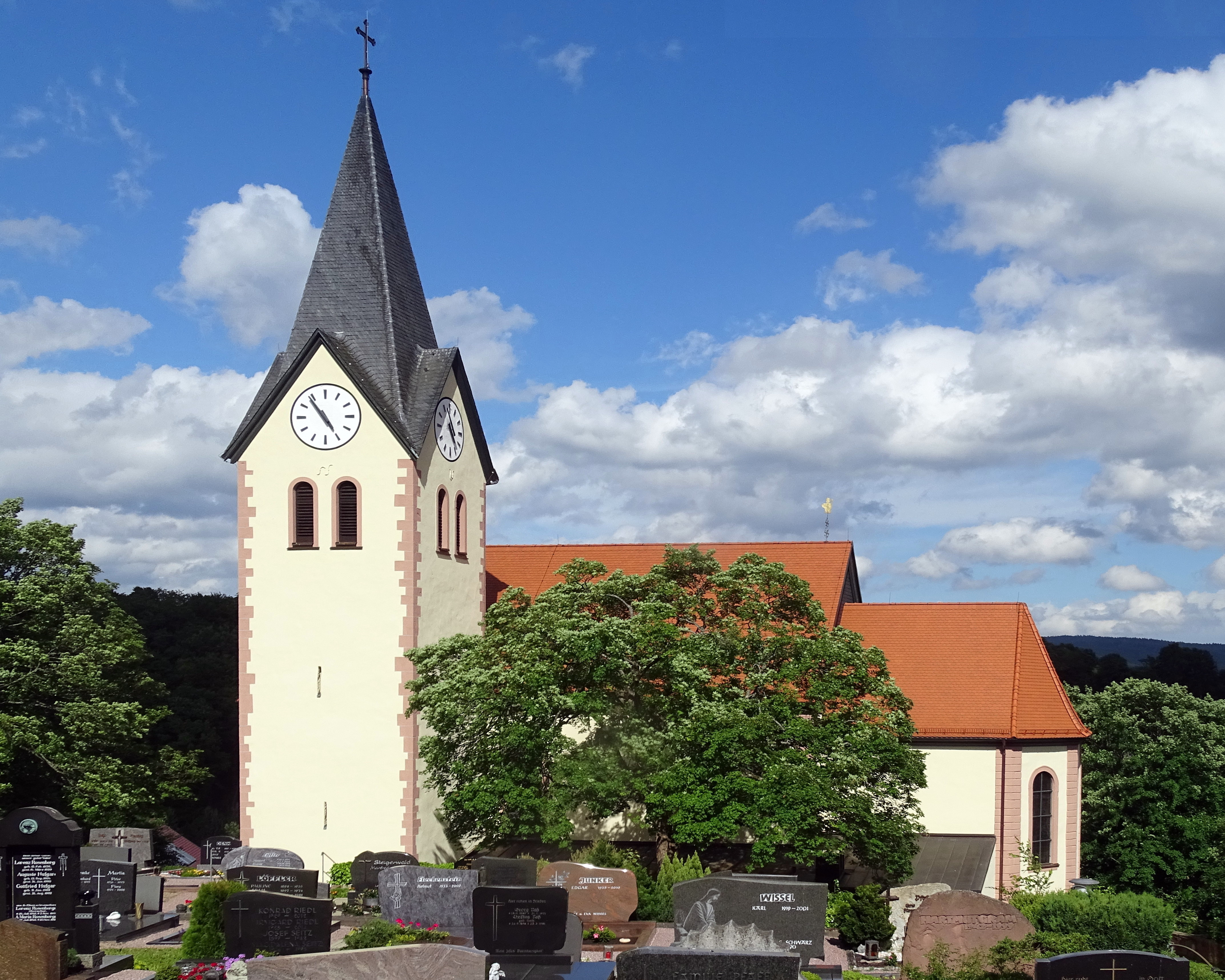
St. Lambertus und St. Sebastian, Krombach
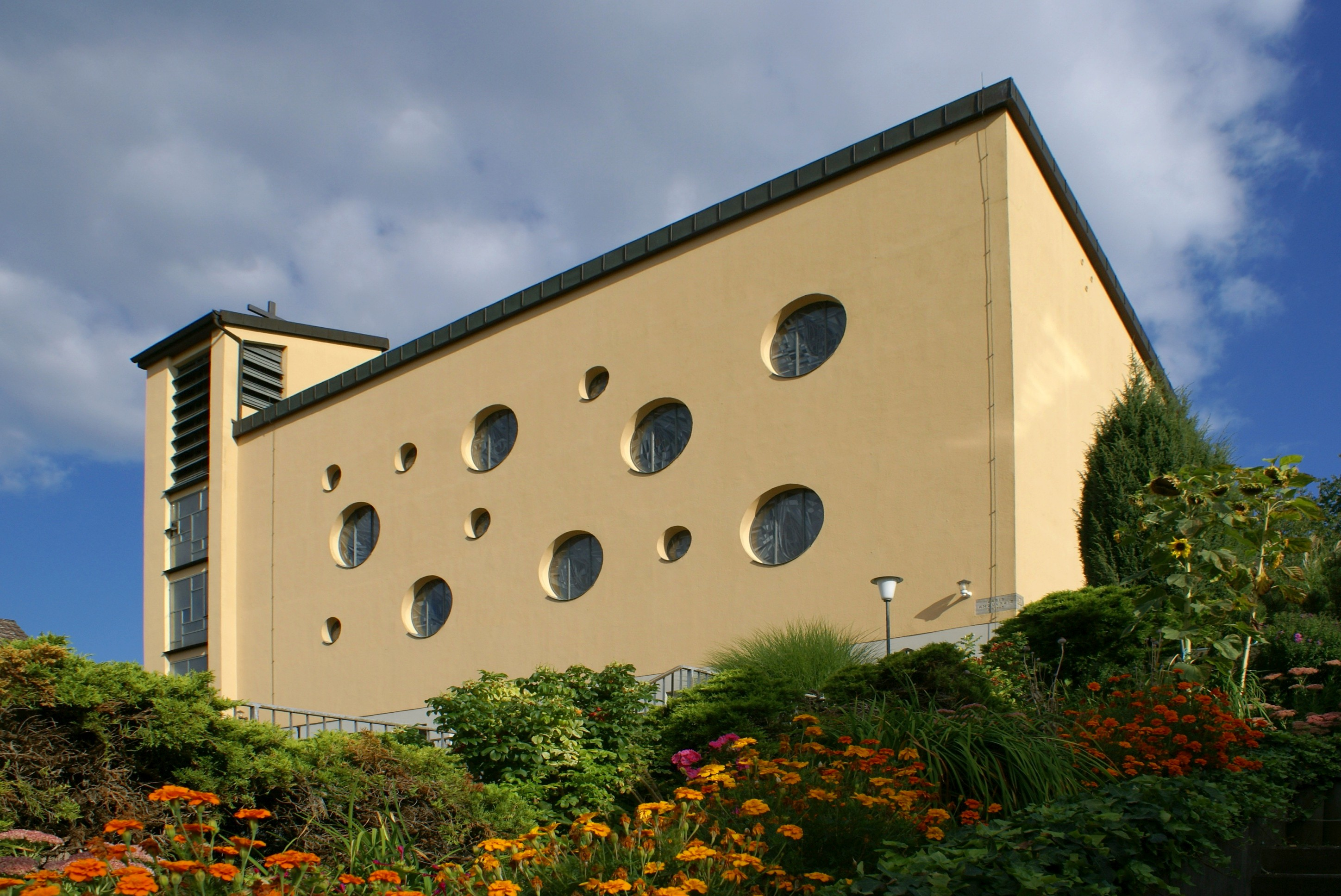
Heilig Geist, Dörnsteinbach
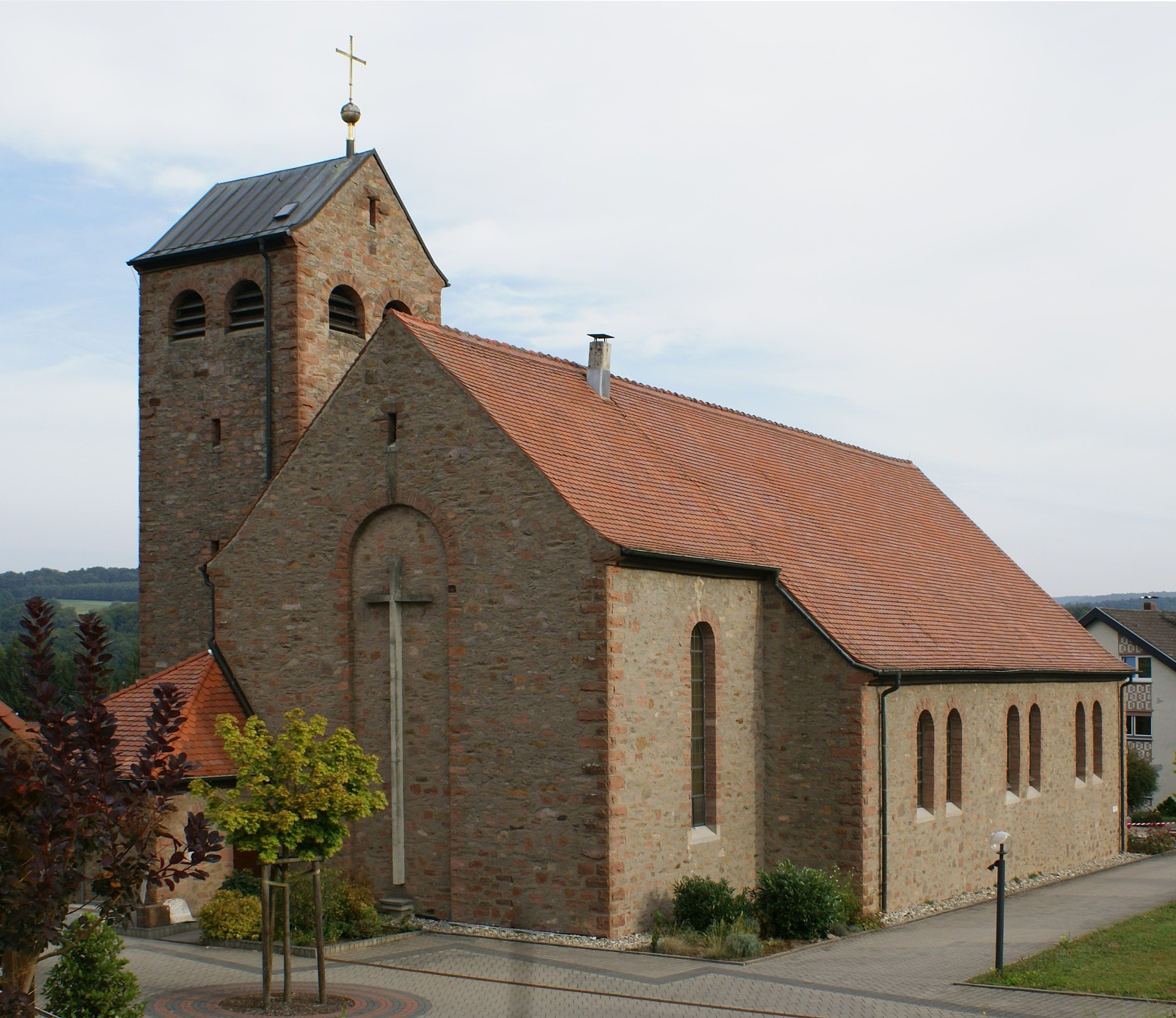
Herz Mariä, Schneppenbach
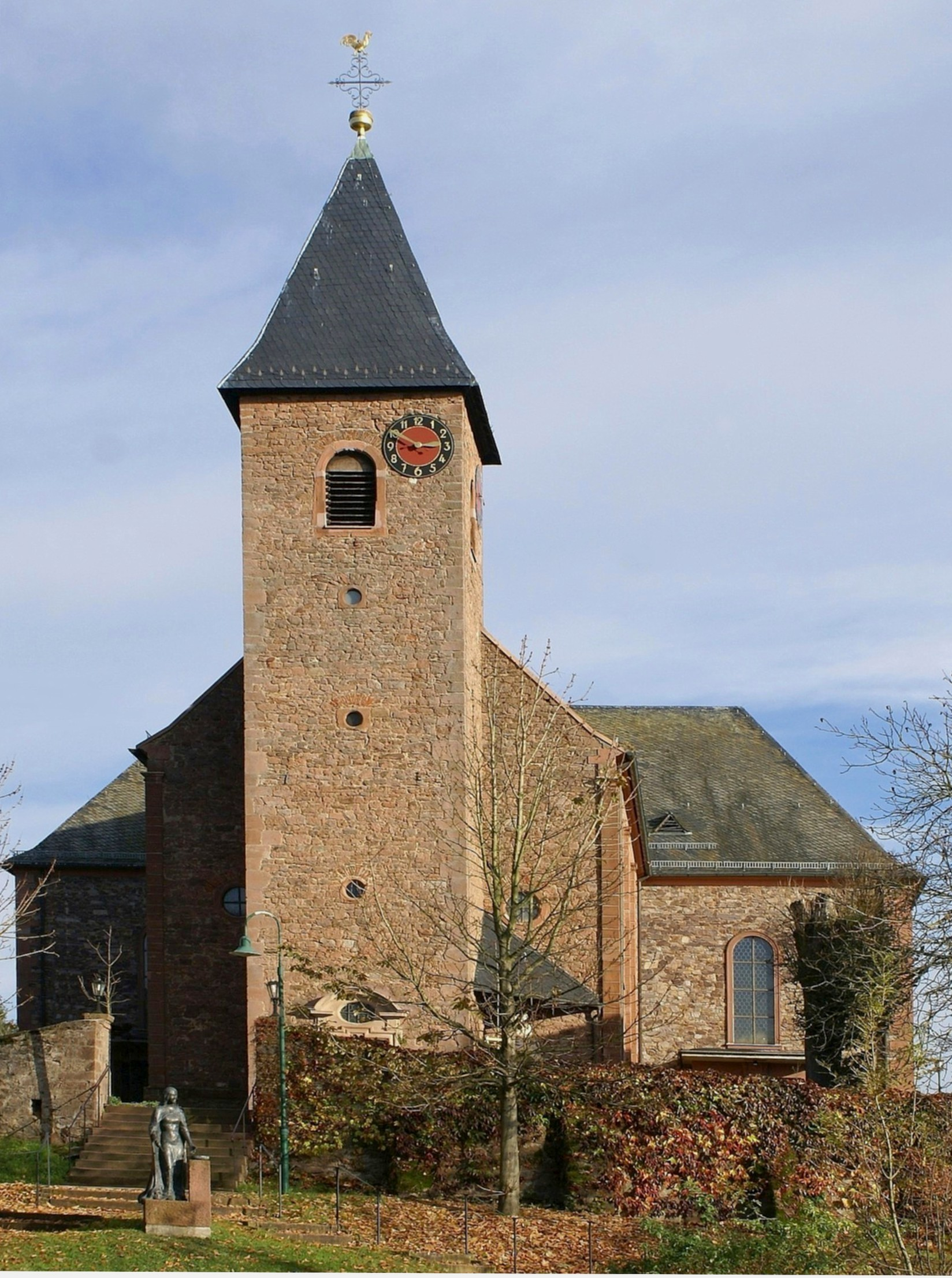
Maria Magdalena, Geiselbach
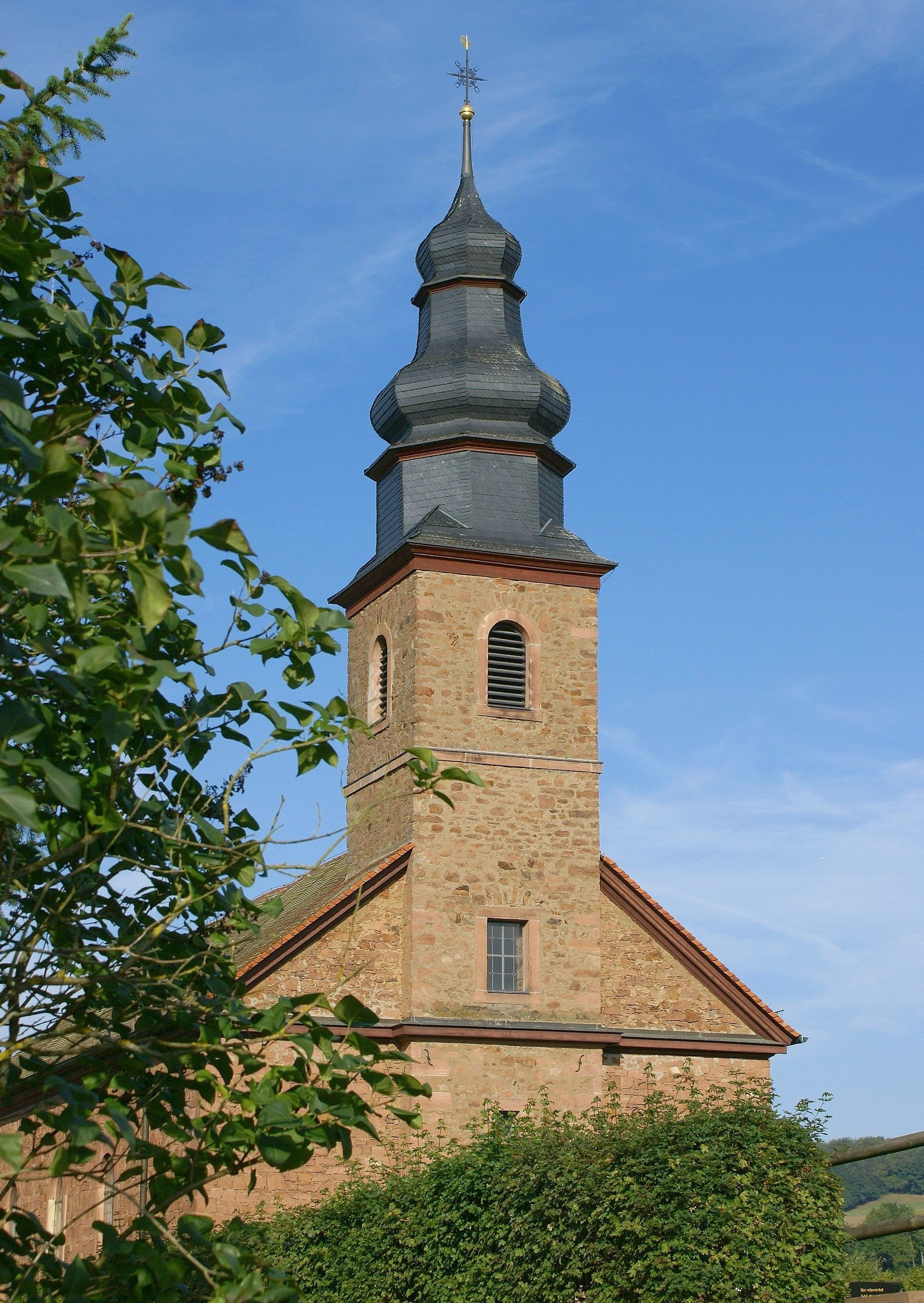
St. Wendelin, Oberwestern

#### Pfarreiengemeinschaft St. Katharina Ernstkirchen – St. Josef Kleinkahl
- Pfarrei St. Katharina von Alexandrien Ernstkirchen
- Pfarrei St. Josef der Bräutigam Kleinkahl

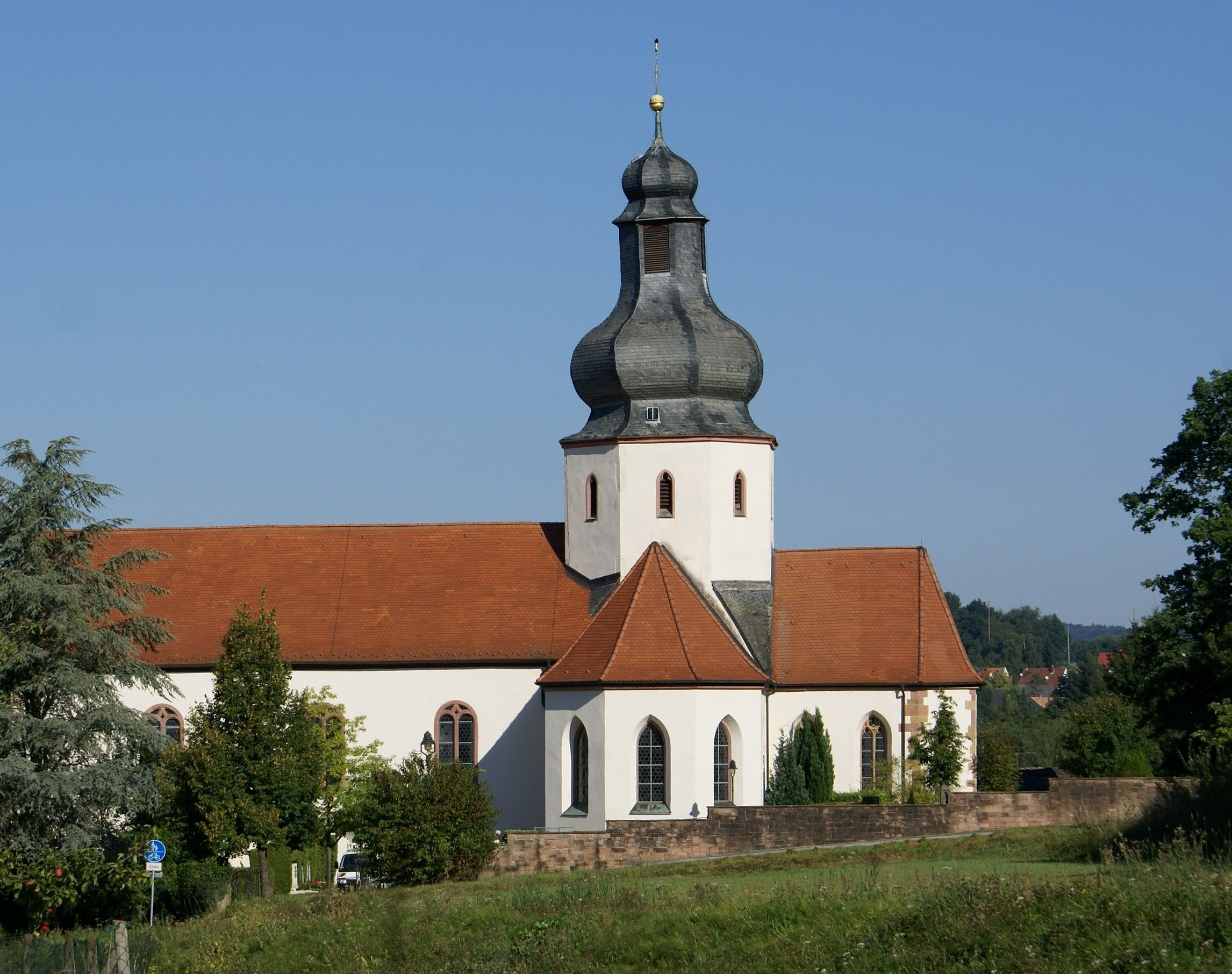
St. Katharina von Alexandrien, Ernstkirchen
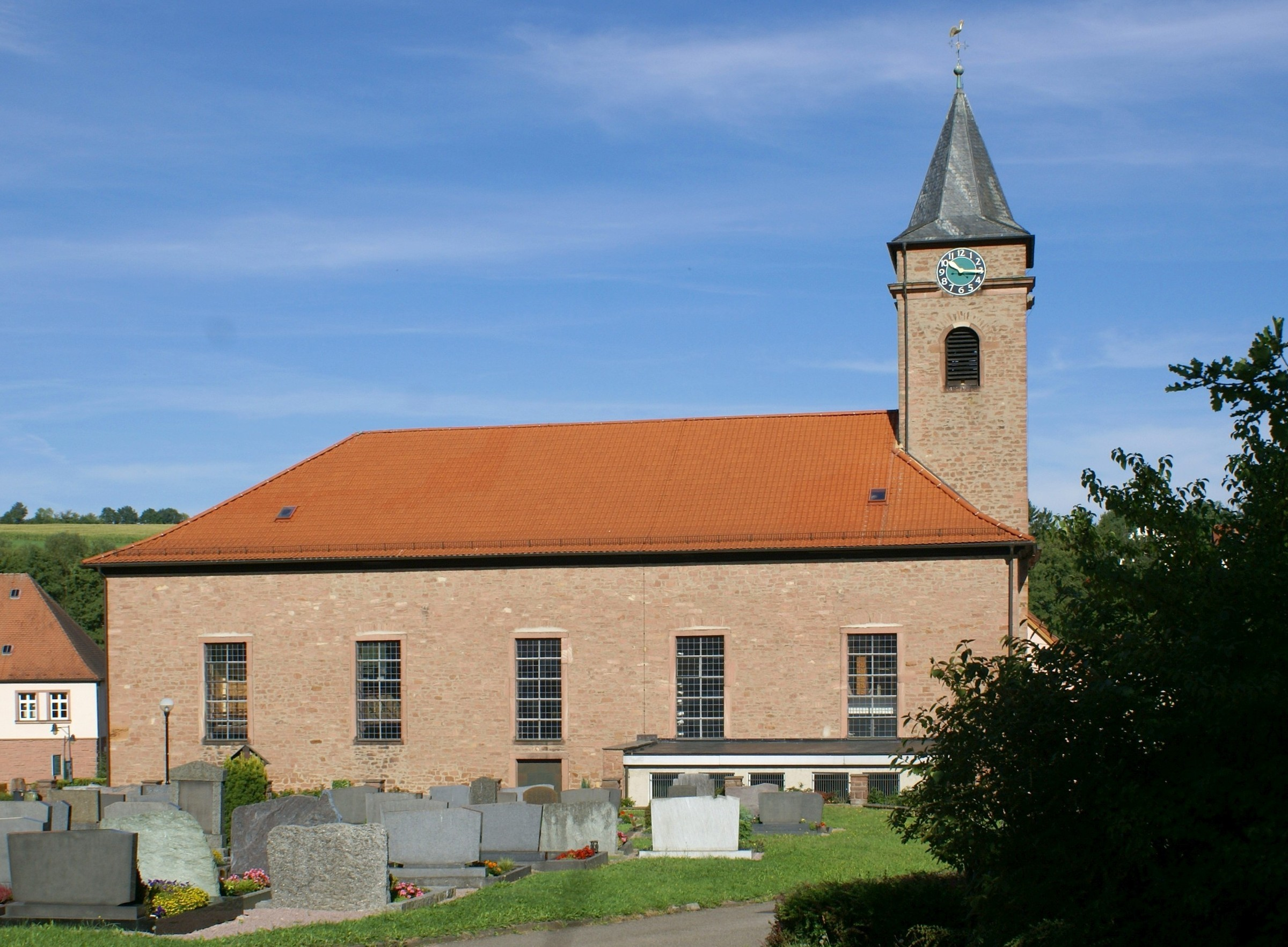
St. Josef der Bräutigam, Kleinkahl

#### Pfarreiengemeinschaft Christkönig im Kahlgrund (Sommerkahl)
- Pfarrei Mater Dolorosa Sommerkahl mit St. Kilian und St. Bonifatius Blankenbach
- Kuratie St. Wendelin Königshofen an der Kahl

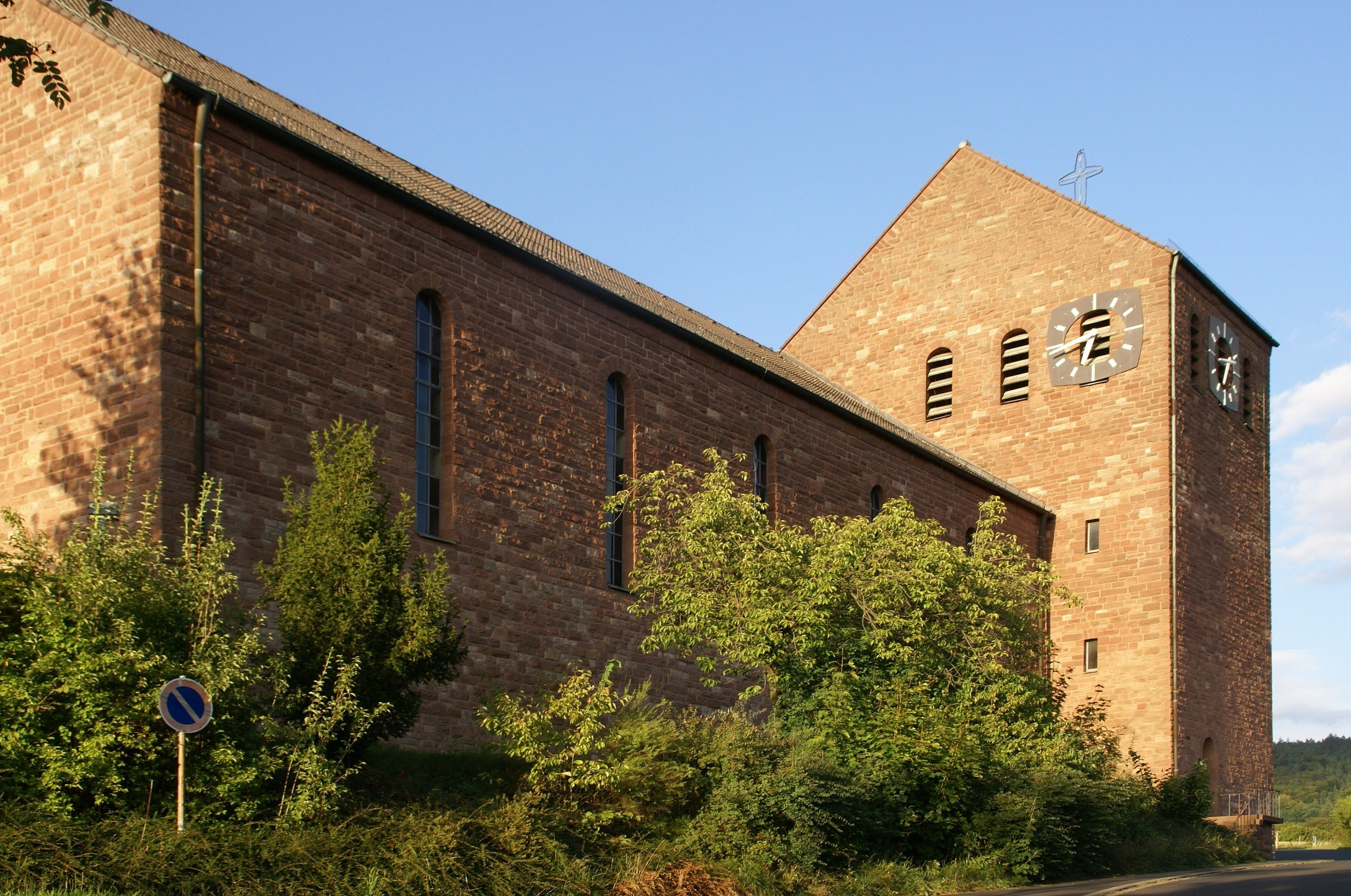
Mater Dolorosa, Sommerkahl
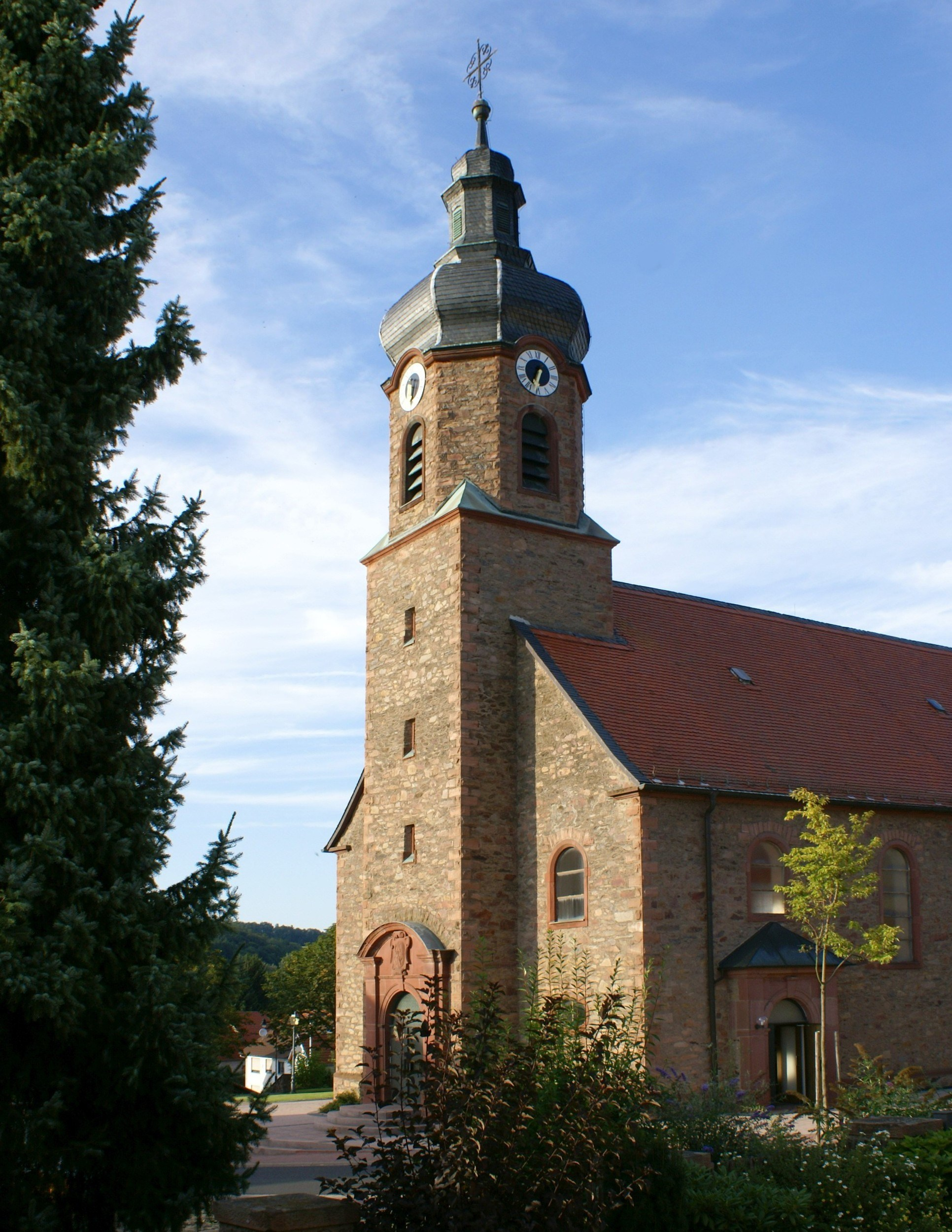
St. Bonifatius, Blankenbach
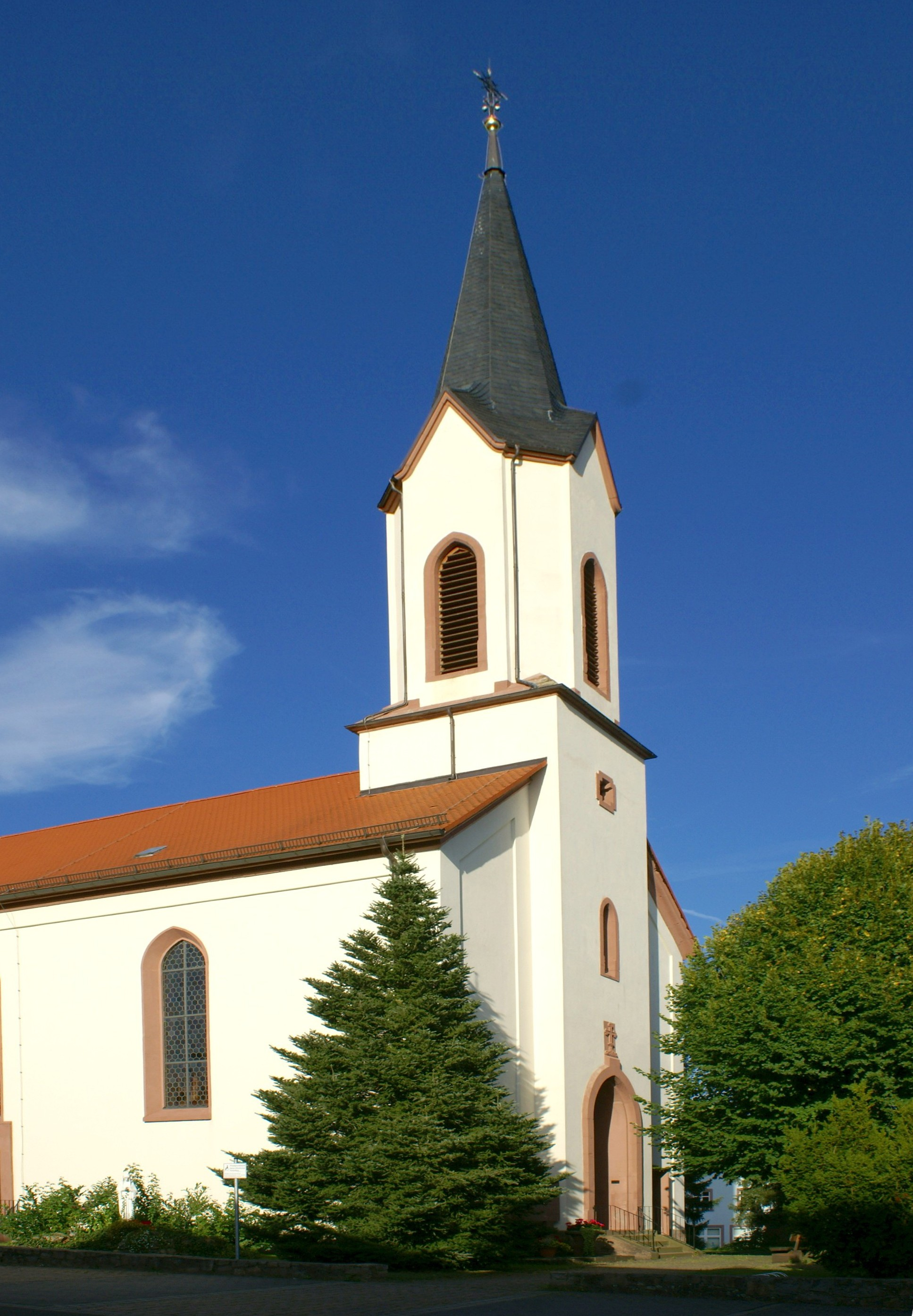
St. Wendelin, Königshofen

### Einzelpfarreien

#### Einzelpfarrei Kahl am Main
- Pfarrei St. Margaretha Kahl am Main

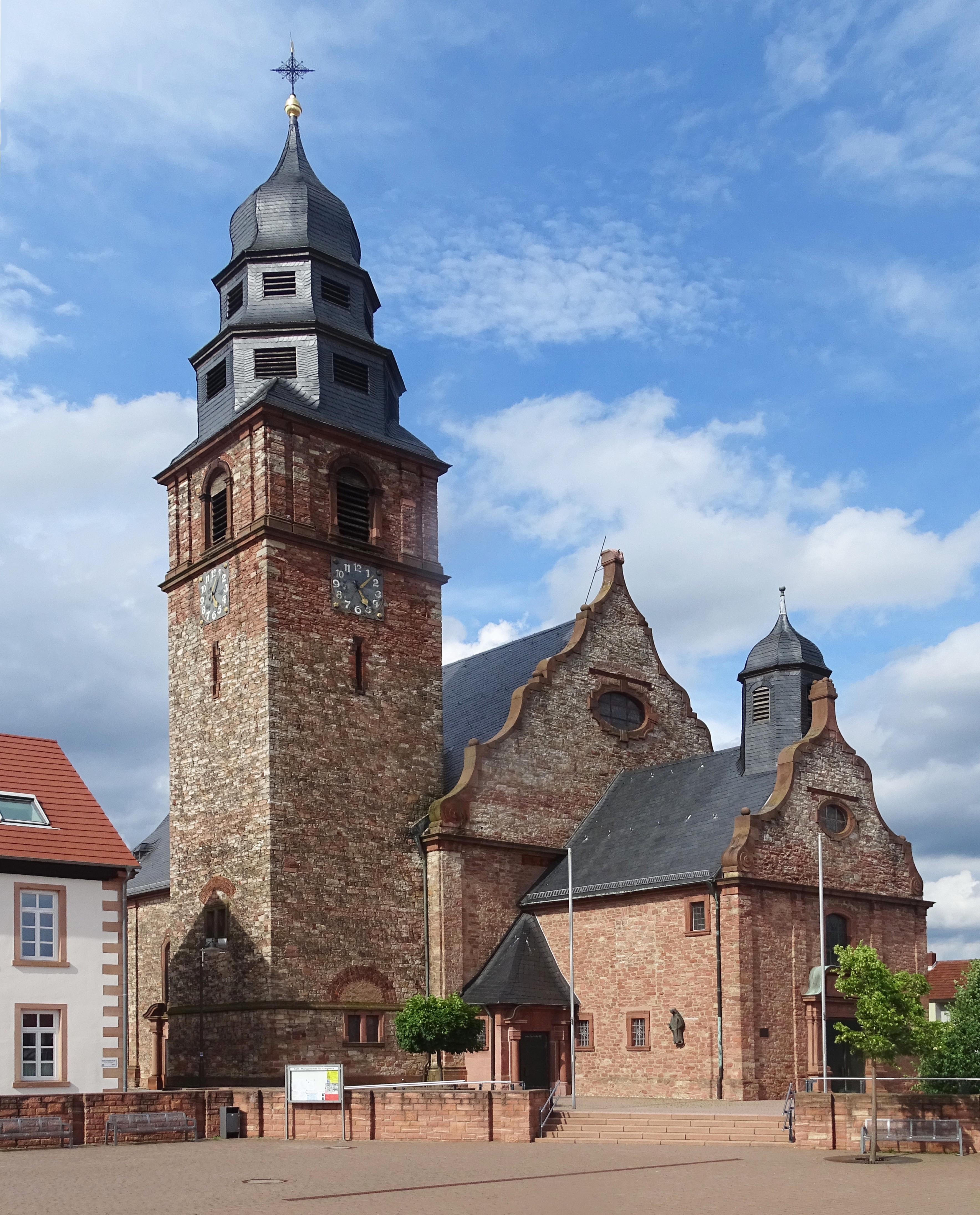
St. Margareta, Kahl am Main